# Tintin au pays de l'or noir
Tintin au pays de l’or noir, initialement L'Or noir puis Au Pays de l'or noir, est le quinzième album de la série de bande dessinée Les Aventures de Tintin, créée par le dessinateur belge Hergé.
L'histoire est pré-publiée en noir et blanc puis trichromie du 28 septembre 1939 au 9 mai 1940 dans les pages du Petit Vingtième, supplément hebdomadaire du journal Le Vingtième Siècle. Après une interruption de huit ans, qui laisse le récit inachevé, l'histoire reprend du début, en couleur, dans les pages du journal Tintin, du 16 septembre 1948 au 23 février 1950. L'aventure est ensuite éditée en album de soixante-deux planches aux éditions Casterman.
La première version de l’album paru en 1950 situe l'action en Palestine sous mandat britannique, puis une seconde version en 1971, partiellement remaniée, se déroule dans un pays arabe imaginaire qu'Hergé baptise le Khemed.

## L'histoire
Alors que des rumeurs de guerre se font persistantes, le marché est envahi par de l’essence frelatée qui fait littéralement exploser les moteurs… à explosion. Tout comme Dupond et Dupont, Tintin prend alors un paquebot pour enquêter au Moyen-Orient.
Au Khemed, une lutte de pouvoir oppose l’émir Ben Kalish Ezab au cheik Bab El Ehr, chacun financé par une compagnie de pétrole différente — respectivement l’Arabex et la Skoil Petroleum. Le docteur Müller, qui, sous le nom de professeur Smith, se fait passer pour un archéologue, représente la Skoil. Agent secret d’une « puissance étrangère » ayant pour mission de s’emparer des puits de pétrole, il est capable de saboter les réserves existantes grâce à un produit chimique, le N 14, et ainsi, de paralyser les armées en cas de guerre.
Dans la première version, Tintin est soupçonné d'être mêlé à un trafic de drogue. Il est enlevé en voiture au moment de son transfert par des Juifs de l'Irgoun qui le prennent pour un des leurs, Salomon Goldstein, très ressemblant et doté comme lui d'une houppe. Au moment où les ravisseurs se rendent compte de leur erreur, ils sont interceptés par des hommes du cheik Bab El Ehr, également à la recherche de Salomon Goldstein. Ils commettent à leur tour la même erreur, puis s'en rendent compte et abandonnent Tintin dans le désert après que celui-ci s'est évanoui par déshydratation. Dans la deuxième version de l'album, Tintin est soupçonné, à cause de documents cachés dans sa cabine, de vouloir livrer des armes à Bab El Ehr et est arrêté. Bab El Ehr le fait alors enlever, jusqu'à ce qu’il s’aperçoive que Tintin n’est pas celui qu’il croit. La bande du cheik prend alors la direction du désert tout en conservant Tintin en otage  et abandonne ce dernier quand celui-ci s'évanouit d'épuisement.
Dans les deux versions, Tintin revient à lui et surprend le docteur Müller en train de saboter un pipeline. Puis il rencontre Dupont et Dupond, et tous trois arrivent dans la ville où se situe le palais de Ben Kalish Ezab. À ce moment-là, le docteur Müller enlève le jeune prince Abdallah pour obliger l’émir à chasser l’Arabex de son territoire et permettre à la Skoil de contrôler les puits de pétrole. Pour ne pas être soupçonné, il fait accuser le cheik Bab El Ehr de ces deux méfaits.
Ayant compris le stratagème du docteur Müller, Tintin fait, non sans peine, libérer Abdallah — parfaitement satisfait de son enlèvement, du moment qu'il dispose de ses jouets et de ses farces et attrapes. Avec le capitaine Haddock, Tintin fait arrêter Müller, puis met la main sur le produit servant à frelater l’essence (N 14) et l’envoie au professeur Tournesol. Au bout de quelques semaines de recherches, ce dernier conçoit un « antidote » neutralisant les effets de ce produit, que Dupond et Dupont ont ingéré par erreur dans le désert, croyant que c'était de l'aspirine.

### Version interrompue duPetit Vingtième
Le moteur de la voiture des Dupond et Dupont explose après un plein, de même que leur briquet à essence, qu'ils venaient de remplir. Le phénomène se propage à de nombreux véhicules, signe que le marché est envahi par de l'essence frelatée. Les deux policiers viennent en parler à leur ami Tintin. Accusant la Simoun, une entreprise de dépannage, de saboter l'essence pour se créer des clients, les détectives s'y font embaucher, sans trouver de piste. De son côté, le reporter s'enquiert de la situation auprès du directeur de la compagnie pétrolière Speedol, qui lui explique que le secteur pétrolier entre dans une grave crise à cause des explosions de moteurs, et l'informe que, contre toute attente, aucune trace de sabotage n'a été détectée.
Menant l'enquête la nuit sur les docks, près des réservoirs, Tintin surprend une rencontre où est échangé un « produit » contre de l'argent, à un marin qui parle ensuite d'embarquer sur le pétrolier Speedol Star. Le lendemain, par l'entremise du directeur de la compagnie, Tintin monte lui aussi, en tant que radiotélégraphiste, à bord du Speedol Star, en partance pour Caïffa, au Moyen-Orient. Envoyés par la Sûreté, Dupond et Dupont sont engagés comme matelots sur le même bateau, pour enquêter sur un trafic de stupéfiants. À cause de leur manque de discrétion, le marin suspect les repère et en profite pour leur faire cacher un colis, en prétendant appartenir à Scotland Yard. Il tente ensuite de se débarrasser de Milou, le seul à l'avoir vu de face sur les quais l'autre nuit.
À l'arrivée à Caïffa, la police maritime britannique vient inspecter le pétrolier pour contrebande de stupéfiants, et trouve de la cocaïne dans la cabine de Tintin, ainsi que dans le colis caché dans celle de Dupond et Dupont, qui ne parviennent pas à prouver qu'ils appartiennent à la police. Tous trois sont arrêtés. Lorsqu'il est amené par les garde-côtes anglais, Tintin est aperçu par un jeune lié au terrorisme juif, qui le confond avec un dénommé Finkelstein — très ressemblant et, comme lui, doté d'une houppe —, censé venir d'Europe pour organiser leur lutte contre les Arabes. Au cours du transfert de Tintin à la prison centrale, le réseau terroriste juif l'enlève en voiture en lançant une grenade asphyxiante sur les soldats qui l'escortent. Au moment où les ravisseurs se rendent compte de leur erreur, ils sont interceptés en rase campagne par des hommes du sheik Bab El Ehr, également à la recherche de Finkelstein. Une fois relâchés, Dupont et Dupond apprennent ce qui est arrivé à leur ami et partent dans le désert à la recherche de cette faction arabe.
Dans son camp au beau milieu du désert, Bab El Ehr réalise que son prisonnier n'est pas Finkelstein, mais décide de le garder, de peur qu'il ne révèle leur emplacement aux Anglais. Un avion britannique les ayant survolés, le sheik décide de lever le camp pour se réfugier dans les montagnes, en emportant Tintin. Au cours de leur périple, ils l'abandonnent dans le désert après que celui-ci s'est évanoui par déshydratation. Tintin revient finalement à lui et, après une longue marche, se fabrique une baguette de sourcier qui lui permet de trouver de l'eau,. Pendant ce temps, les Dupondt sont tout d'abord victimes de mirages, puis se retrouvent en prison pour avoir encastré leur Peugeot 201 dans une mosquée, après avoir conduit leur véhicule endormis à travers le désert.
La nuit, Tintin est réveillé par des bruits de cavaliers. Dissimulé derrière un rocher, il les observe crever un pipeline, mettre le feu au pétrole et s'enfuir. Tintin neutralise un cavalier en retrait, prend ses habits, son cheval, et rejoint le groupe. Des véhicules de l'armée britannique se rendent sur les lieux de l'explosion. Le chef des cavaliers ordonne de se séparer pour brouiller les pistes, et ne garde avec lui que celui qu'il croit être Ahmed — en réalité Tintin. Au cours d'une halte, le chef des saboteurs s'isole et Tintin l'espionne, sa voix lui semblant familière. Ayant repéré la curiosité d'« Ahmed », le chef — en réalité le docteur Müller, déjà rencontré en Écosse — l'assomme, ainsi que Milou, et reconnaît Tintin à la place de son sbire. Inquiet d'avoir peut-être été démasqué, Müller pense abattre Tintin mais, voyant arriver le simoun en une tempête de sable, préfère économiser une cartouche en l'abandonnant attaché, gisant dans le désert.

### Version album achevée d'après-guerre

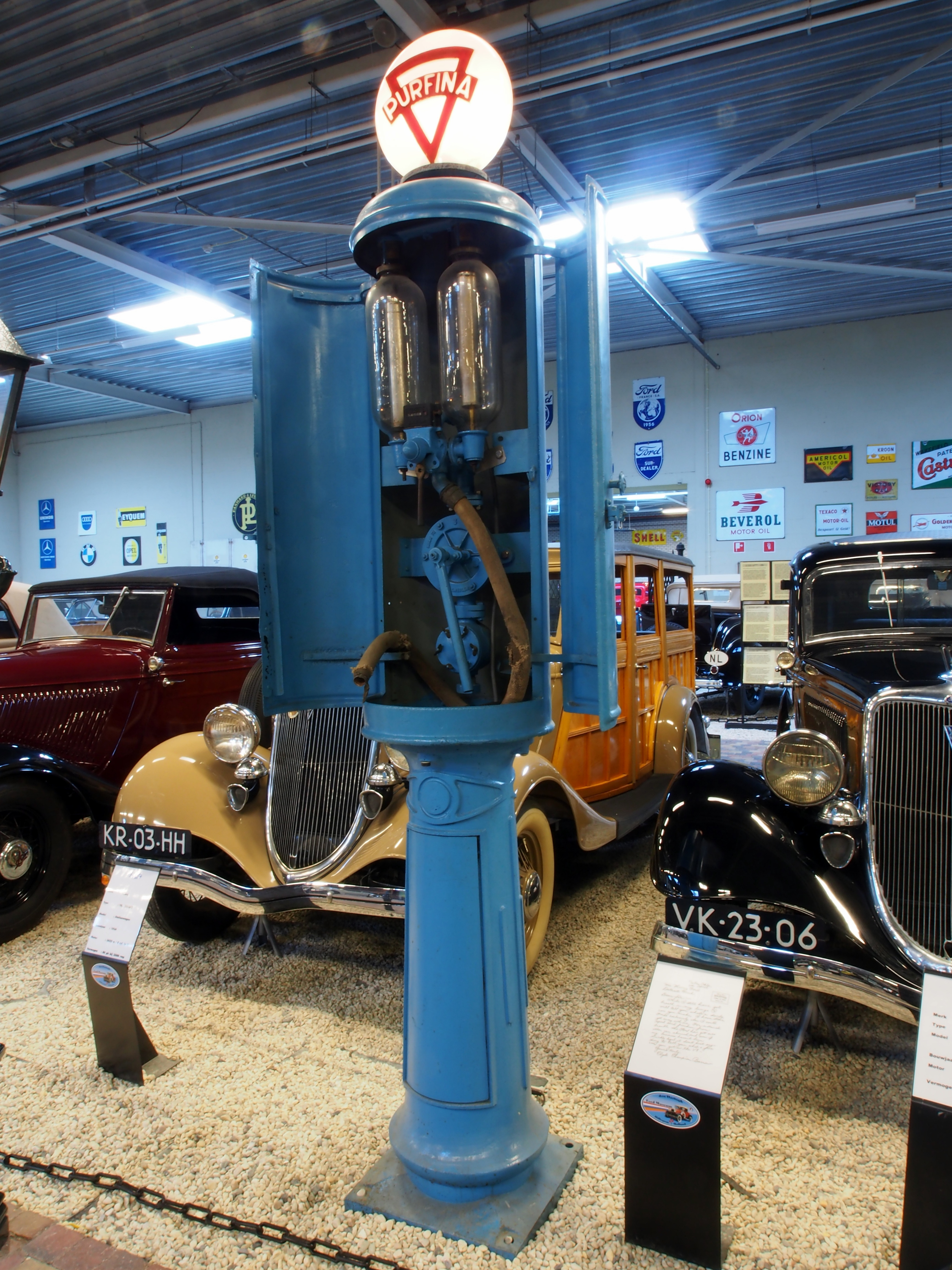
Ancienne pompe à essence, similaire à celle apparaissant au début de la version du Journal de Tintin.

### Version remaniée finale
Le moteur de la voiture des Dupondt, ainsi que leur briquet, explosent alors qu'ils venaient de les faire remplir d'essence. Dans les jours qui suivent, le phénomène se propage à d'autres véhicules, confirmant l'hypothèse de la présence d'essence frelatée sur le marché. Les Dupondt enquêtent alors auprès de la Simoun, une société de dépannage qu'ils soupçonnent de saboter l'essence pour gagner des clients. Les détectives s'y font embaucher, espérant trouver une piste, mais en vain. De son côté, Tintin s'enquiert de la situation auprès du directeur de la compagnie pétrolière Speedol, qui lui révèle qu'aucune trace de sabotage n'a encore été détectée.
La nuit venue, Tintin mène l'enquête sur les docks, près des réservoirs de pétrole, et surprend un échange entre deux individus évoquant l'appareillage du cargo Speedol Star à destination du Khemed. Dès le lendemain, il se fait engager sur le bateau en qualité de radiotélégraphiste, tandis que les Dupondt embarquent eux aussi, sur ordre de la Sûreté, pour surveiller le conflit naissant entre l'émir Ben Kalish Ezab et son rival le cheik Bab El Ehr. Un marin suspect les repère et tente de se débarrasser d'eux en dissimulant des documents compromettants et de la cocaïne dans leur cabine. À leur arrivée au Khemed, Tintin et les Dupondt sont arrêtés, mais Tintin est libéré par les partisans de Bab El Ehr qui le croient porteur d'une bonne nouvelle concernant une livraison d'armes. Comprenant qu'il n'en est rien, Bab El Ehr le fait prisonnier, avant de l'abandonner dans le désert. Entre-temps, les Dupondt, finalement mis hors de cause, partent à sa recherche, et sont aux prises avec de nombreux mirages.
Tintin  réussit à trouver une oasis près d'un pipeline. Une nuit alors qu'il est resté sur place, il est réveillé par des bruits de cavaliers. Dissimulé derrière un rocher, il les observe crever le pipeline, mettre le feu au pétrole et s'enfuir. Tintin neutralise un cavalier en retrait, prend ses habits et son cheval, et rejoint le groupe, dont il est bientôt le seul à accompagner le chef qui ordonne la dispersion des troupes pour brouiller les pistes. Intrigué par la voix de ce chef qui lui semble familière, Tintin ne tarde pas à reconnaître le docteur Müller, mais ce dernier l'assomme avant de l'abandonner, mis en fuite par le bruit de la jeep des Dupondt qui arrive dans le secteur. Finalement recueilli par les deux policiers, Tintin, après de nouvelles péripéties, gagne avec eux une ville où se trouve le palais de l'émir.
Reçu par l'émir Ben Kalish Ezab, Tintin comprend que Müller, qui se fait appeler professeur Smith, est un agent au service d'une compagnie pétrolière qui veut forcer la main de l'émir pour signer un nouveau contrat. Bientôt, le fils de l'émir, Abdallah, est enlevé. Tintin part à sa recherche, et grâce à son ami le commerçant portugais Oliveira da Figueira, il réussit à pénétrer dans la villa du docteur Müller qui surplombe Wadesdah, la capitale de l'émirat. Un combat s'engage dans le bureau du docteur, que Tintin parvient à assommer. Découvrant un passage secret, Tintin s'enfonce dans le bunker situé sous la villa, et retrouve Abdallah. Mais ce dernier, loin d'être coopératif, fait échouer sa libération.

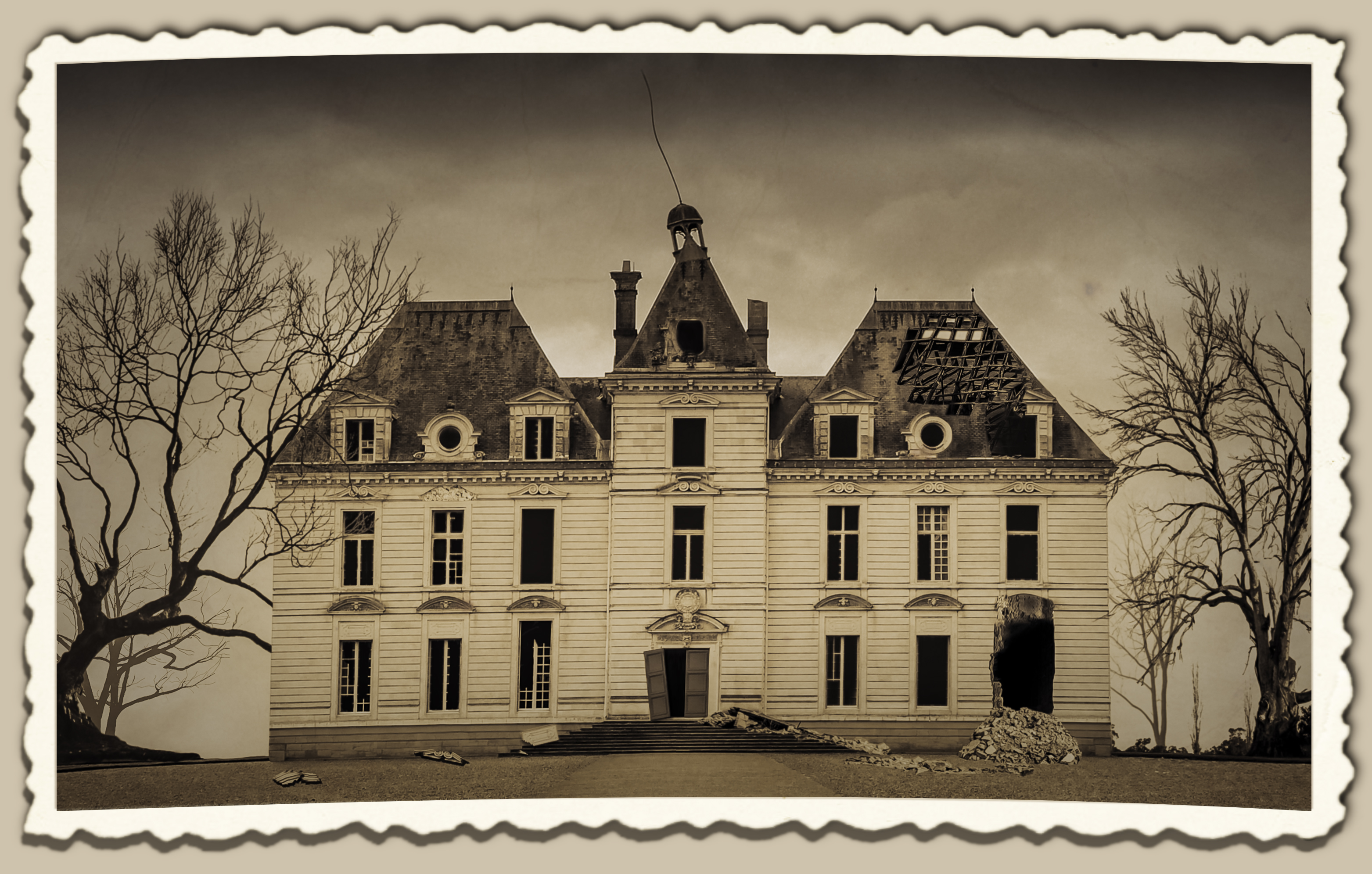
Lors de ses recherches sur le N.14, le professeur Tournesol abîme sévèrement le château de Moulinsart (photomontage inspiré d'une case de la page 62).

Acculé dans une pièce par les hommes de Müller, Tintin est finalement sauvé par l'intervention aussi providentielle qu'inattendue du capitaine Haddock, avec l'aide des soldats de l'émir. Les deux amis se lancent à la poursuite de Müller, qui a enlevé Abdallah et pris la route du désert. À la suite d'un nouveau caprice du jeune enfant, la voiture de Müller fait une embardée et Abdallah est libéré. Le bandit se retrouve acculé par Tintin et le capitaine Haddock. Comprenant qu'il n'a plus aucune issue, ce dernier tente de se suicider, mais le pistolet qu'il utilise n'est autre que le revolver à encre d'Abdallah. Arrivés sur les lieux, Dupond et Dupont avalent pris chacun un comprimé se trouvant dans un tube d'aspirine découvert par hasard dans le sable. Aussitôt, leur barbe et leurs cheveux se mettent à pousser irrémédiablement. Müller promet une forte somme d'argent à Tintin s'il s'engage à faire disparaître les comprimés, mais ce dernier, repoussant les propositions du bandit, choisit de les faire analyser, en l'occurrence par le professeur Tournesol, dont les expérimentations causeront des dégâts au château de Moulinsart comme en témoigne la photographie jointe avec les résultats. Il s'avère que ces comprimés contenaient un produit, le N.14, capable d'augmenter le pouvoir explosif de l'essence. C'est avec ce produit que Müller et ses alliés comptaient saboter les réserves de pétrole de leurs ennemis en cas de guerre. L'histoire s'achève par une nouvelle farce d'Abdallah qui a mis de la poudre dans le cigare du capitaine Haddock, alors que ce dernier est sur le point, une fois de plus depuis qu'il a retrouver Tintin mais ayant toujours été interrompu par un évènement, de raconter ce qu'il a vécu avant son arrivée à Wadesdah, ce qui l'amène, furieux, à renoncer à le faire.

### Épilogue
L'incipit de l'aventure suivante, Objectif Lune, est considéré comme un épilogue de la précédente. La prépublication de cette nouvelle histoire dans le journal Tintin commence par un strip d'Hergé, absent de l'album, contenant un encart de texte résumant Au pays de l'or noir et ce que les héros ont fait entretemps : « Invités par Mohammed Ben Kalish Ezab, le capitaine Haddock, Tintin et Milou ont séjourné pendant quelque temps dans le fastueux palais de l'émir. L'hospitalité arabe est proverbiale. Aussi leur séjour là-bas se serait-il prolongé fort longtemps s'il n'y avait eu Abdallah dont les farces n'étaient prisées ni par le capitaine Haddock, ni par Milou… C'est la raison pour laquelle nos amis ont décidé de rentrer au château de Moulinsart où les attend, croient-ils, monsieur Tournesol… »,.

### Personnages
Le docteur Müller, apparu dans L'Île Noire au sein d'une bande de faux-monnayeurs, fait son retour dans cet album. Hergé apporte des modifications à son personnage entre les deux aventures : il n'exerce plus en psychiatrie mais se présente comme archéologue sous le pseudonyme de « professeur Smith ». Sa silhouette s'est affinée, il apparaît plus svelte et élancé, porte des bottes de cavalier, et a remplacé sa moustache et sa barbichette par une barbe plus fournie.

## Création de l'œuvre

### Une première version inachevée, 1939-1940
Après Le Sceptre d'Ottokar, dont la publication s'achève le 10 août 1939, Hergé se lance dans une nouvelle aventure de Tintin pour Le Petit Vingtième. L'inspiration du scénario lui vient d'un attentat perpétré à Haïfa durant l'été 1938 à l'encontre de l'occupant britannique. Dès le 17 août, la nouvelle aventure est annoncée : « Bientôt Tintin… au pays de l'or noir », mais Hergé est mobilisé le 1er septembre, dès le déclenchement de la Seconde Guerre mondiale. Le dessinateur Pierre Ickx lui propose de réaliser les planches à sa place, à partir du scénario et des croquis qui lui seraient fournis, mais Hergé refuse. Ce dernier est démobilisé provisoirement le 19 septembre et peut donc se remettre au travail. Le 28 septembre, la couverture du Petit vingtième annonce que « Tintin est revenu » : le personnage arbore son ordre de mobilisation, tandis que Milou porte l'emblème de la Croix-Rouge. La parution des planches de L'Or noir commence dans ce numéro, d'abord sans titre, puis nommé Les nouvelles aventures de Tintin et Milou.
De nouveau mobilisé, Hergé envoie depuis sa caserne ses dessins au journal, au rythme de deux planches par semaine. En parallèle, en décembre, il publie quatre strips d'un éphémère personnage, Monsieur Bellum, dans l'hebdomadaire L'Ouest créé par son ancien ami scout Raymond de Becker, aux tendances pro-allemandes,. Tombé malade en avril, le dessinateur est déclaré inapte et revient à la vie civile. La publication dans Le Petit Vingtième est interrompue par l'invasion de la Belgique par les troupes allemandes le 10 mai 1940, alors que venaient de paraître la veille les planches no 55 et 56. L'aventure s'arrête brutalement, au moment où Tintin vient de découvrir que le docteur Müller est le vrai visage de Mull Pacha. Hergé avait eu le temps de dessiner les planches no 57 et 58, dans lesquelles ce dernier personnage abandonne Tintin dans le désert, mais elles ne seront jamais publiées.
L'occupation allemande entraîne la disparition du Vingtième Siècle et de son supplément pour la jeunesse. S'il obtient de pouvoir travailler dans un autre journal, Hergé décide de ne pas poursuivre L'Or noir, notamment parce que l'histoire est trop chargée politiquement par rapport à l'actualité et qu'il lui serait difficile de continuer de mettre en scène des soldats britanniques, ennemis de l'occupant allemand.

### Reprise de l'histoire après la guerre, 1948-1950

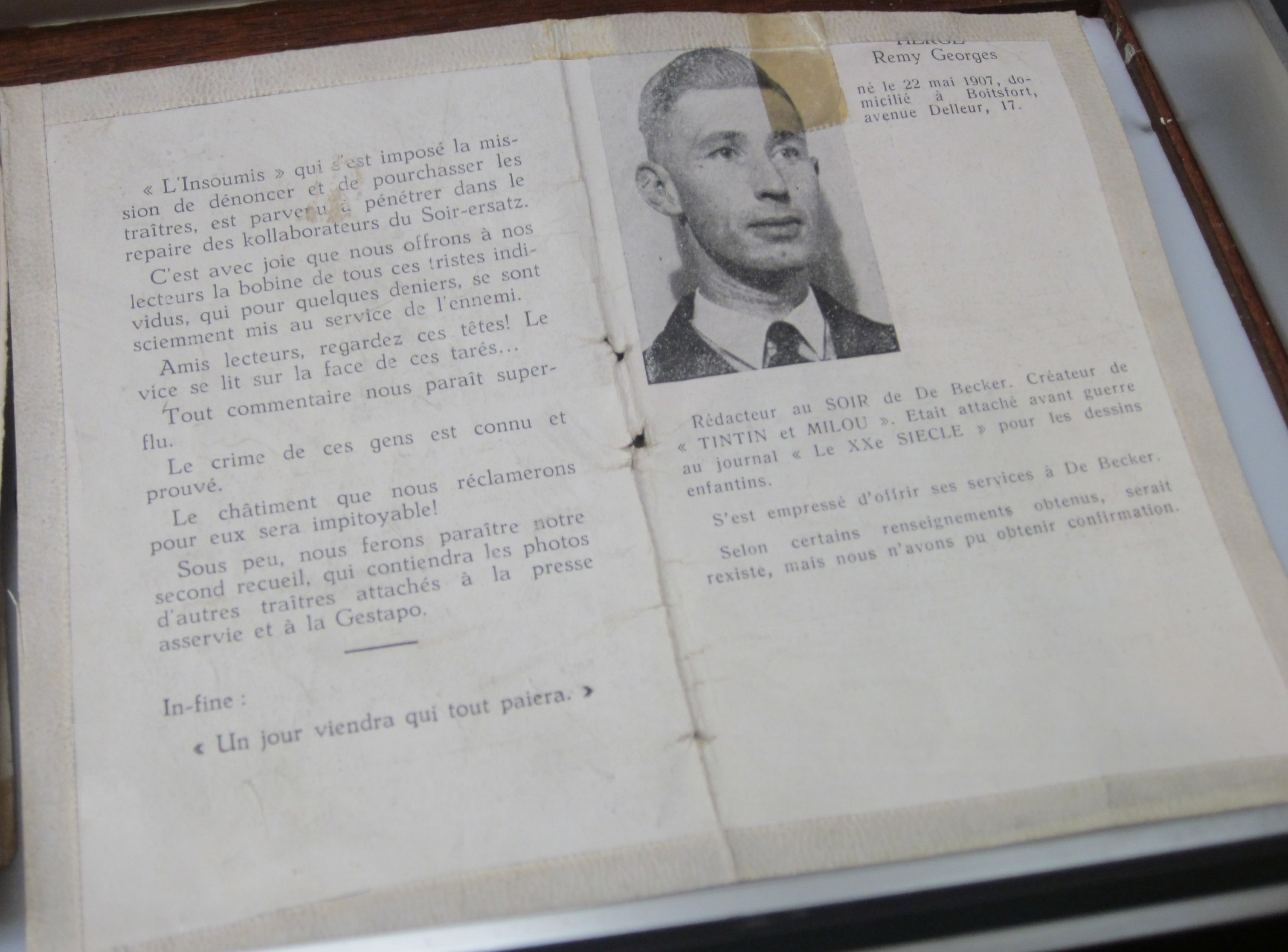
Hergé dans la « Galerie de Traitres » publié par L'Insoumis à la sortie de la guerre, modèle conservé au musée de la Résistance à Anderlecht.

Pendant la guerre, Hergé publie successivement Le Crabe aux pinces d'or, L'Étoile mystérieuse, Le Secret de La Licorne, Le Trésor de Rackham le Rouge et Les Sept Boules de cristal. En 1946, il s'associe à l'éditeur de presse et résistant Raymond Leblanc pour lancer un hebdomadaire au nom de son héros, Tintin, dans lequel il achève l'aventure inca avec Le Temple du Soleil. Mais à la fin des années 1940, Hergé s'enfonce dans un profond syndrome dépressif, d'une part parce qu'il est mis en cause après la Libération pour avoir contribué dans un journal collaborationniste, mais aussi parce qu'il supporte mal la charge de travail que lui impose le succès des Aventures de Tintin. Si la justice décide de n'entamer aucune poursuite à son encontre, Hergé continue de subir des attaques. Sa dépression se traduit notamment par des problèmes de sommeil et de violentes crises d'eczéma et de furonculose qui l'empêchent de dessiner. Il achève difficilement la prépublication du Temple du Soleil et comprend alors que la création des prochaines aventures ne pourra se faire avec la facilité et l'évidence d'avant, mais au prix d'un grand labeur.
S'il pense d'abord envoyer ses héros sur la Lune, en référence à la scène de l'éclipse qu'il met en scène dans le dernier album, Hergé s'oriente par défaut sur la reprise et l'achèvement de L'Or noir, car il ne se sent pas assez mûr ni suffisamment préparé pour l'aventure lunaire. Dans un premier temps, il n'a pas accès aux dessins originaux, conservés en France par la rédaction de l'hebdomadaire Cœurs vaillants, qui ne les lui renvoie qu'à la fin du mois d'août 1948. La parution de Tintin au pays de l'or noir dans Tintin peut donc reprendre le 16 septembre 1948, depuis le début du récit. La conception de ces premières planches pose peu de difficultés, car ce sont les mêmes que dans Le Petit Vingtième neuf ans plus tôt. Hergé les décalque en les adaptant, tout en procédant à leur mise en couleur. Certaines cases de la version d'avant-guerre sont parfois redessinées en partie, puis mêlées à des cases entièrement redessinées. Pour ne pas avoir à recommencer le fastidieux travail qu'avait demandé la refonte des planches pré-publiées du Temple du Soleil, qui nécessitait de réorganiser et diviser chaque planche au format « à l'italienne » en deux planches au format « portrait », Hergé livre ses planches de L'Or noir directement au format « portrait », ce qui ne nécessite pas de grandes adaptations ultérieures pour l'album. Il en fera de même pour les aventures suivantes, à de rares exceptions. Pour autant, la reprise du récit est de nouveau perturbée par l'état mental d'Hergé et par un nouvel épisode dépressif. La publication est interrompue le 4 août 1949 et ne reprend que le 27 octobre suivant, devant l'insistance et l'impatience de ses collaborateurs. Comme un clin d'œil à son mal-être, Hergé se dessine sur la couverture du Journal de Tintin en repris de justice, menottes aux poings, sommé par ses personnages de reprendre le travail.
La principale difficulté dans la réalisation de cette deuxième version de l'aventure réside dans le fait d'intégrer au scénario des éléments apparus depuis la publication de la première version. En effet, le capitaine Haddock fait son entrée dans la série avec Le Crabe aux pinces d'or, puis c'est au tour du professeur Tournesol et du château de Moulinsart dans le diptyque formé par Le Secret de La Licorne et Le Trésor de Rackham le Rouge. Hergé a conscience que le lecteur ne comprendrait pas leur absence, mais pour éviter de modifier son scénario et le découpage déjà établi, il ne les intègre pas pleinement dans l'histoire et ne les fait intervenir qu'à la fin. L'arrivée du capitaine au secours de Tintin est imprévue, mais pour ne pas avoir à la justifier, Hergé a recours à une astuce : à chaque fois que le capitaine essaie d'en raconter le motif, affirmant que c'est « à la fois très simple et très compliqué », il est interrompu par un évènement extérieur, jusqu'à renoncer définitivement de s'expliquer dans la dernière planche, en proie à l'énervement et au découragement,. De même, le professeur est intégré indirectement à l'histoire : il n'est pas représenté, mais une lettre qu'il envoie à Tintin mentionne les recherches qu'il effectue pour identifier le mystérieux produit ingéré par les Dupondt et responsable des explosions d'essence. La lettre est accompagnée d'une photographie du château de Moulinsart, à moitié en ruines après les premières expériences. Hergé  ne précise pas vraiment par la suite 
comment le château a ensuite pû reprendre son aspect initial ni où les héros ont retrouvé refuge dans l’intervalle Dans la version en album, immédiatement publiée après la parution dans Tintin, Hergé insère également quelques cases dans les premières planches pour expliquer l'absence du capitaine dans la première partie de l'aventure : alors que la guerre est proche, il est mobilisé et contraint de se tenir à disposition de l'armée.
Après la fin de la prépublication dans Journal de Tintin en 1950, l'aventure paraît en album la même année. Hergé apporte des différences dans la version album : Tintin ne débarque plus à Caiffa mais à Haifa dans ce qui serait la Palestine, alors sous mandat britannique. Il est arrêté par les Anglais, puis enlevé par des militants de l’organisation juive Irgoun (mentionnée dans l’album mais pas dans la version journal) qui l’ont confondu avec un certain Goldstein (Finkelstein dans la version journal), agent sioniste qui doit venir d’Europe. Il est ensuite enlevé par des Arabes, qui le conduisent auprès de leur chef Bab El Ehr. Tintin retrouve plus tard le docteur Müller, lequel travaille désormais pour le compte d’une compagnie qui tente par des moyens illicites de prendre le contrôle des puits de pétrole. Müller enlève ainsi le jeune prince Abdallah, le fils de l’émir Ben Kalish Ezab, pour obliger ce dernier à chasser de son territoire les concurrents anglais. La fin de l’album est la même.

### Refonte demandée par l'éditeur anglais, 1971

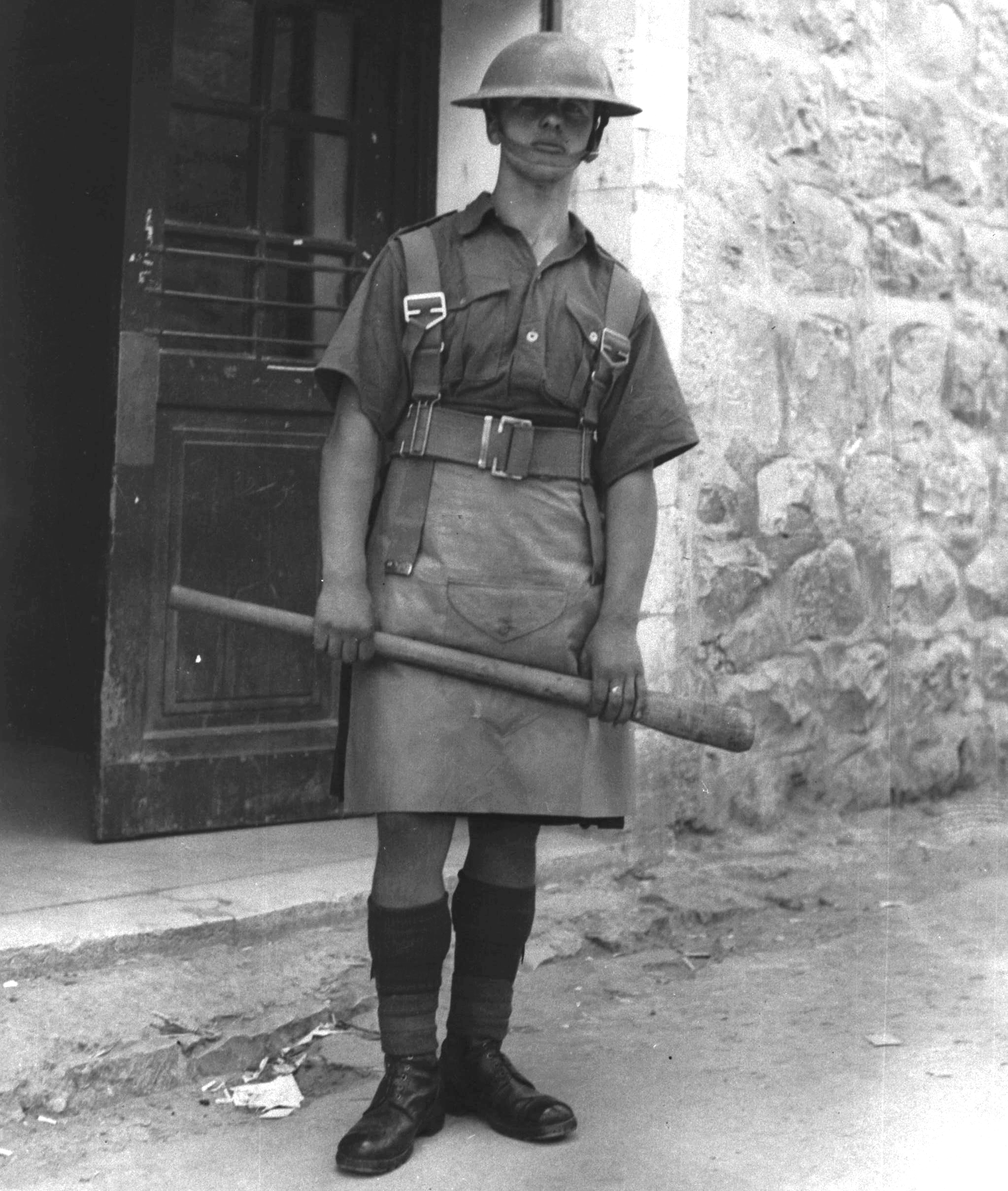
Dans la refonte, les soldats britanniques en kilt en faction en Palestine mandataire sont remplacés par des policiers khémédites.

En 1970, la maison d'édition britannique Methuen exige d'Hergé qu'il remanie en profondeur Tintin au pays de l'or noir avant de publier l'album au Royaume-Uni. Le même éditeur avait déjà réclamé quelques années plus tôt la refonte de L'Île Noire, dont la dernière version datait de 1943, et qui donnait selon lui une représentation trop datée de la Grande-Bretagne pour qu'elle puisse être diffusée telle quelle dans ce pays,. Sur la base d'une expédition documentaire de l'assistant Bob de Moor en Angleterre et en Écosse, L'Île Noire avait été entièrement refait en 1964-1965, l'auteur redessinant ses personnages tandis que ses collaborateurs des Studios Hergé plaçaient autour de nouveaux décors modernisés. Si L'Île Noire avait seulement nécessité de moderniser les décors, véhicules et costumes, en conservant le découpage initial, Hergé doit cette fois modifier les contours de l'intrigue de Tintin au pays de l'or noir, en effaçant toute trace du contexte anglo-palestinien pour remplacer celui-ci par un cadre arabisant, à la fois universel et plus intemporel.
Au début des années 1970, les conflits de la Palestine sous mandat britannique puis la guerre israélo-arabe de 1948 semblent trop lointains pour la nouvelle génération de lecteurs et Hergé considère que ces derniers ne savent plus que l'armée anglaise avait occupé la Palestine et lutté contre les terroristes sionistes,. Pour l'éditeur britannique, il s'agit également de retirer la mention à une période jugée peu glorieuse de l'Histoire de ce pays. Quant au dessinateur, il voit dans cette refonte l'occasion de retirer les marques trop précises de datation pour conférer à son œuvre un caractère universel : « Alors j'ai modifié l'album. Et je crois sincèrement qu'il y a gagné en clarté, (…) parce que c'est plus intemporel. Il peut toujours y avoir une rivalité entre deux émirs, alors que, dans la première version, l'occupation britannique de la Palestine était trop située dans le temps. Ce n'est donc pas pour éviter la politique, c'est pour qu'on comprenne mieux : encore une fois le souci de lisibilité,. » Par ailleurs, le critique littéraire Benoît Peeters voit également la disparition de toute allusion aux Juifs dans cette refonte comme une « tentative naïve et maladroite » d'Hergé de laver l'antisémitisme original de L'Étoile mystérieuse, paru sous l'Occupation, alors que Tintin au pays de l'or noir n'avait pourtant rien d'antisémite.
Hergé élabore donc un nouveau contexte à partir des situations et personnages existants. Depuis l'édition de 1950, le lieu de l'action et certains protagonistes sont réapparus dans Coke en stock, album publié en 1958, dans lequel Hergé attribue un nom à l'émirat de Ben Kalish Ezab — le Khemed  — et l'établit comme un État indépendant pétromonarchique dont Wadesdah est la capitale. Le dessinateur situe donc entièrement les scènes moyen-orientales de L'or noir dans ce pays fictif, et non plus en Palestine. Le Speedol Star voyage directement au Khemed, jusqu'au port de Khemkhâh, et non plus à Haïfa. Les combats entre Juifs et Arabes pour le contrôle de la Palestine se transforment en lutte de pouvoir entre tribus locales, chacune liée à une compagnie pétrolière, et les policiers anglais laissent place à des policiers du Khemed en keffieh,.
Hergé et son équipe travaillent sur la refonte de l'album tout au long de l'année 1970, en particulier Bob de Moor qui est envoyé au port d'Anvers pour croquer un pétrolier de 1939 qui puisse servir de modèle au Speedol Star. Au total, une quinzaine de planches sont remaniées, principalement les planches 6 à 20. Hergé reprend les dessins de l'album de 1950 dont il redessine partiellement ou totalement certaines cases. Les textes en hébreu qui figuraient aux devantures des magasins sont retirés. De même, les inscriptions ou dialogues arabes écrits dans une graphie fantaisiste sont remplacés par de l'arabe authentique, grâce au concours d'un étudiant en langues orientales,,, y compris sur la couverture. Après plusieurs mois de travail, la nouvelle et ultime version de Tintin au pays de l'or noir paraît en 1971.
Cette refonte a notamment contraint le dessinateur à mettre un temps de côté la nouvelle aventure sur laquelle il travaillait, Tintin et les Picaros, dont l'élaboration est plusieurs fois mise à mal.

## Parution et traductions

### Prépublication

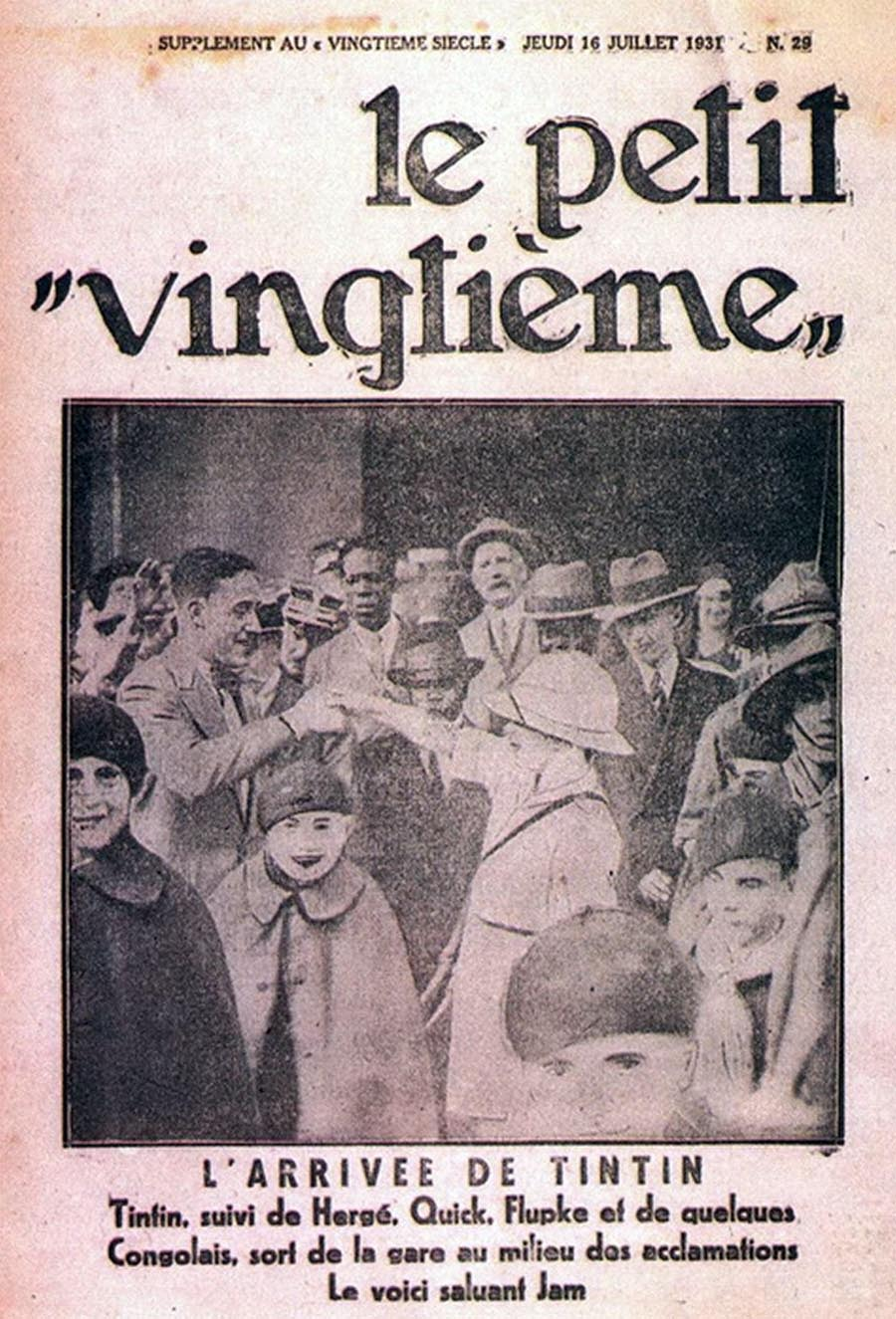
Le Petit Vingtième assure la première publication de L'Or noir.

La parution des planches de L'Or noir débute le 28 septembre 1939 dans Le Petit Vingtième . Elle se poursuit jusqu'au 9 mai 1940 — date de l'interruption de l'histoire en raison du déclenchement de la Seconde Guerre mondiale — au rythme de deux planches par semaine. Cette aventure connaît également une prépublication en France dans les pages de l'hebdomadaire Cœurs vaillants. Ce journal diffuse d'abord les planches en noir et blanc avant d'en assurer la colorisation sans l'accord d'Hergé, qui fustige ce procédé. Dans cette version, Tintin a les cheveux jaune paille et porte un pull blanc aux rayures bleues, tandis que Milou a des taches brunes sur son pelage. De même, certaines scènes sont coupées. C'est le cas des références aux luttes entre Juifs et Arabes ou encore de l'épisode du bombardement de tracts du camp de Bab El Ehr. Également interrompue par la guerre, la prépublication française se poursuit en 1946 dans un supplément hebdomadaire du quotidien La Voix de l'Ouest. L'histoire est reprise sous le titre de Tintin et Milou au pays de l'or liquide et imprimée à l'encre bleue. Le bandeau titre, montrant Tintin et Milou, est une imitation, sans l’accord d'Hergé, réalisée par un ancien dessinateur de Cœurs Vaillants, Frédéric-Antonin Breysse.
La deuxième version de l'aventure est pré-publiée dans le Journal de Tintin à partir du 16 septembre 1948. Interrompue du 4 août 1949 au 27 octobre suivant, en raison de la dépression d'Hergé, elle s'achève le 23 février 1950. La reprise de la série est annoncée sur la couverture du no 43 (édition belge) du 27 octobre 1949 — où l'on voit Hergé menotté et encadré par les Dupondt — mais l'histoire ne recommence qu'au no 44.

### Parutions de l'album
L'aventure de L'Or noir paraît pour la première fois en album, en couleurs, en 1950, sous le titre Au Pays de l'or noir, version légèrement remaniée de la prépublication du Journal de Tintin. Son éditeur avait conseillé de ne pas utiliser le titre L'Or noir, en pensant erronément que Jules Verne l'avait déjà employé pour une de ses œuvres. Sur la couverture, un mot prétendument en arabe souligne le titre, mais s'avère en réalité purement fantaisiste, sans aucune signification,. En 1956, l'éditeur fait ajouter « Tintin » avant « Au pays de l'or noir », au motif que les albums avec « Tintin » dans le titre se vendent mieux. Pour la refonte de 1971, qui élimine la version antérieure, la calligraphie arabe ornementale au-dessous du titre est remplacée par de l'arabe authentique, comme sont changés les dialogues arabes de l'album,,. Le nouveau sous-titre « الذهب الأسود » signifie « l'or noir ».

Évolution du titre sur la première de couverture.
Premier album, 1950, à la calligraphie arabe fantaisiste[23].
Ajout de « Tintin » au-dessus du titre, à partir de 1956[23].
Refonte, 1971, avec une graphie arabe corrigée.

Au Pays de l'or noir est réimprimé en 1951 à 120 000 exemplaires. En 1963, l'album bénéficie d'un retirage à 40 000 exemplaires, autant que le récent Tintin au Tibet, alors que les autres sont retirés en moyenne à 30 000 exemplaires à la même époque.
En 1985, le septième tome de la luxueuse Œuvre intégrale d'Hergé des éditions Rombaldi réunit pour la première fois les planches de l'aventure originale inachevée diffusée dans Le Petit Vingtième en 1939 et 1940 ; il comporte aussi l'album de 1971 et cinq planches de celui de 1950. Il faut attendre septembre 2000 pour que Casterman publie un fac-similé complet de l'album de 1950. Dans Le Figaro Magazine paraît en feuilleton pendant l'été 2004 la « version de 1948 »,. Le dixième volume de la collection « Les Archives Tintin » des éditions Atlas, édition de luxe des albums, reprend la version de 1950 et non celle de 1971. Le quarante-quatrième volume de la même collection compile les planches de la première version inachevée de 1939-1940.

### Traductions
Tintin au pays de l'or noir bénéficie en premier lieu d'une traduction en espagnol. La deuxième version de l'histoire, celle de 1950, est publiée en série dans la revue Blanco y Negro sous le titre Tintín en el país del oro negro du 4 juin 1960 au 14 janvier 1961. L'album parait en 1961 aux éditions Juventud. La même année, une traduction danoise est diffusée aux éditions Illustrations Forlaget.
La troisième et dernière édition de l'aventure est réalisée sous l'impulsion de la maison d'éditions britannique Methuen. En conséquence, l'album en anglais paraît au Royaume-Uni en 1972. En 1997 paraît une traduction en vietnamien.

## Sources d'inspiration

### Contexte historique

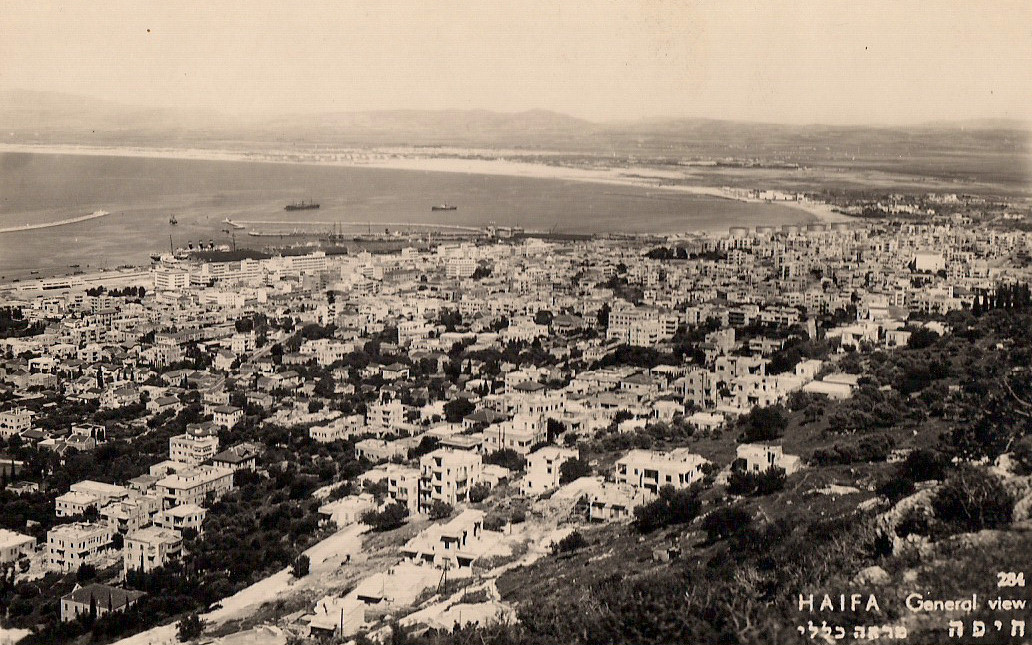
Haïfa en 1930.

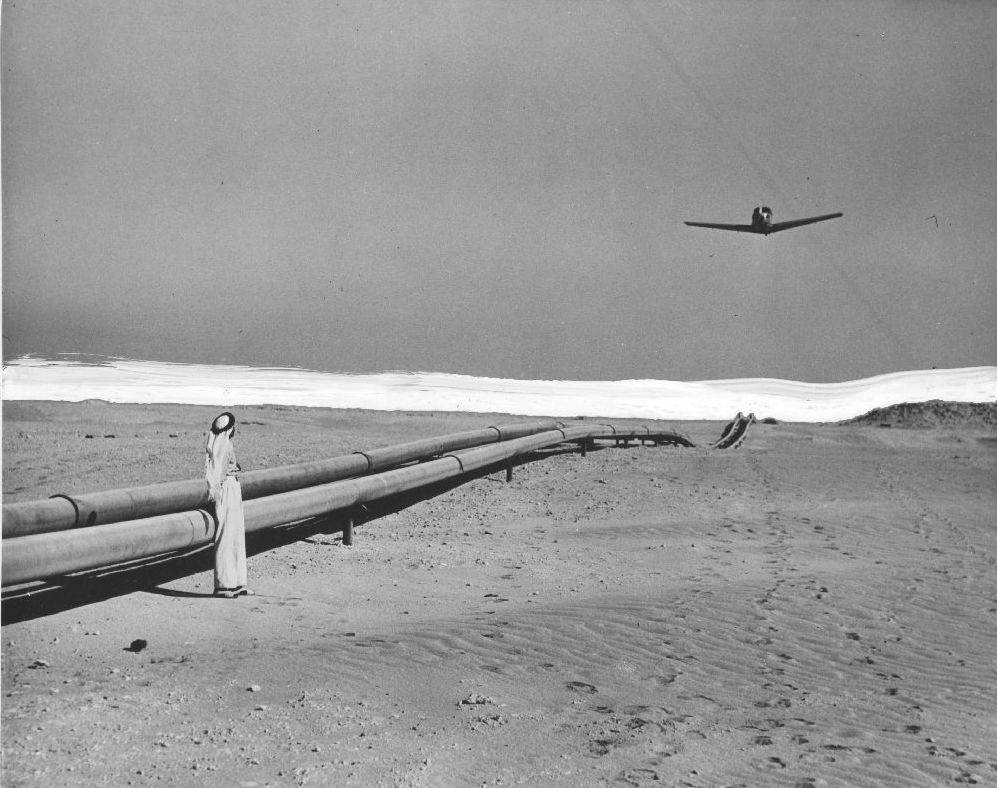
Oléoduc trans-arabe en 1950.

Tintin au pays de l’or noir est un album à part dans les aventures de Tintin, l'un des plus exceptionnellement intégrés à la réalité historique, car il s'inscrit, dans sa première version, dans la toute fin de l'entre-deux-guerres, émaillée alors de rumeurs de nouveau conflit. Il se place d'ailleurs dans la continuité de l'album Le Sceptre d'Ottokar, le thème du sabotage de l’essence évoquant comme les deux précédentes aventures de Tintin les manœuvres pour déstabiliser les démocraties (par injection de fausse monnaie dans L’Île Noire, par une tentative d’annexion dirigée par un dénommé Müsstler — contraction évidente de Mussolini et Hitler — dans Le Sceptre d’Ottokar) tandis que la menace de la guerre s'y fait sentir tout au long des pages. Mais finalement, les pays finissent par trouver une solution, et le conflit semble avoir été évité.
Cette atmosphère pesante fait d'ailleurs étonnamment penser aux tensions de l'année 1938, durant laquelle Hitler réalisait l'Anschluss, et manifestait ses revendications sur la région des Sudètes, en menaçant de prononcer l'annexion unilatéralement, quitte à violer les conventions internationales. La crise fut finalement résolue par les accords de Munich, le 30 septembre 1938. Or justement, la chronologie de l'album est cohérente avec l'Histoire, puisqu'un calendrier affiche la date du Jeudi 18 août lorsque Dupond et Dupont espionnent la société de dépannage Simoun ; date qui est conforme au calendrier de 1938, et qui rend crédible la durée du déroulement de l'intrigue avec la réalité historique. Enfin, la consonance allemande du nom du docteur Müller est sans équivoque en ce qui concerne la mystérieuse « puissance étrangère » qui cherchait à priver de carburants ses adversaires en cas de conflit.
Au Moyen-Orient, le monopole de l’exploitation du pétrole est détenu durant les années 1930 par l'Iraq Petroleum Company, dont les capitaux étaient britanniques, français et néerlandais. La compagnie a notamment construit l'oléoduc de Mossoul à Haïfa, qui pourrait avoir inspiré Hergé.

### Documentation
L'intérêt d'Hergé pour les rivalités des grandes puissances autour du pétrole du Moyen-Orient viendrait d'un article d'Anton Zischka dans Le Crapouillot de février 1934, intitulé « Une goutte de pétrole vaut bien une goutte de sang. Quelques faits sur le combustible de la guerre ». Dans les années 1930, Hergé s'appuie beaucoup sur ce journal anticonformiste, accueillant des polémistes de droite et de gauche et tourné vers la dénonciation de scandales, qui lui donne un contrepoint à l'idéologie catholique et nationaliste du Vingtième Siècle. De cet article de Zischka, révélant les malversations internationales autour du pétrole, notamment les raisons de la guerre du Chaco, il avait déjà tiré l'arrière-plan de L'Oreille cassée en 1935, et, d'un passage dévoilant un trafic de fausse monnaie, l'intrigue de L'Île Noire en 1937. Il se fonde aussi sur La Guerre secrète pour le pétrole, toujours de Zischka, qui avait déjà servi pour L'Oreille cassée,.
Hergé a également lu l'essai biographique Ibn Séoud, roi de l'Arabie d'Anton Zischka, paru en 1934, consacré à Abdelaziz ibn Saoud, fondateur de l'Arabie saoudite moderne. Il reprend l'apparence du roi d'Arabie pour l'émir Ben Kalish Ezab,,. Le livre présente également des photographies d'Ibn Séoud entouré de ses enfants, ce qui aurait inspiré le dessinateur. Le nom de l'un d'entre eux, Abdallah, mentionné dans le livre, lui aurait servi pour nommer le fils de l'émir. Pour le personnage, le physique et les vêtements de l'« enfant-roi » Abdallah, Hergé s'inspirerait surtout d'une photographie, publiée dans le National Geographic d'août 1941, du jeune roi d'Irak, Fayçal II, monté sur le trône à l'âge de trois ans,,. D'ailleurs, d'après le cousin de Fayçal II, Ali bin al-Hussein (en), le roi enfant était lui aussi très facétieux. Guy Dessicy, coloriste auprès d'Hergé, revendique de lui avoir suggéré le caractère d'Abdallah, après avoir lu le roman Martin Burney : boueux, boxeur et marchand d'oiseaux de O. Henry, dans lequel un enfant enlevé est tellement insupportable que ses ravisseurs sont prêts à payer les parents pour le leur rendre.
Le cul-de-lampe sur la page de titre de l'album, représentant des puits de pétrole dans le désert arabe, est en fait réalisé d'après une photographie montrant un champ de derricks à San Francisco (« La nouvelle forêt américaine en 1930 »), parue dans un numéro spécial du Crapouillot d'octobre 1930 consacré aux États-Unis. Hergé s'était largement appuyé sur ce numéro du Crapouillot pour son travail sur Tintin en Amérique, vingt ans auparavant,.
Par ailleurs, Hergé s'appuie sur une documentation photographique très fournie pour représenter les paysages orientaux. Il ne s'inspire pas d'un seul lieu en particulier mais d'une multitude de clichés qui lui permettent de concevoir un Orient ni « absolument réel, ni tout à fait improbable », selon l'expression de la géographe Anna Madœuf. Dans les différents albums qui ont pour cadre le monde arabe, du moins en partie, à savoir Les Cigares du pharaon, Tintin au pays de l'or noir, Le Crabe aux pinces d'or et Coke en stock, le dessinateur « utilise un vocabulaire architectural interchangeable, quelle que soit la zone concernée », avec la présence de minarets, de ruelles pavées, de portes en fer à cheval, étendues désertiques ou encore de campements nomades. Pour autant, ces paysages moins vrais que vraisemblables sont documentés. Le minaret duquel le muezzin dit l'appel à la prière est une reproduction fidèle de celui de la mosquée de la place de la Bourse, à Bagdad, qu'Hergé dessine à partir d'une carte postale. Les paysages désertiques s'appuient eux aussi sur des photos, de même que les poursuites en voiture.

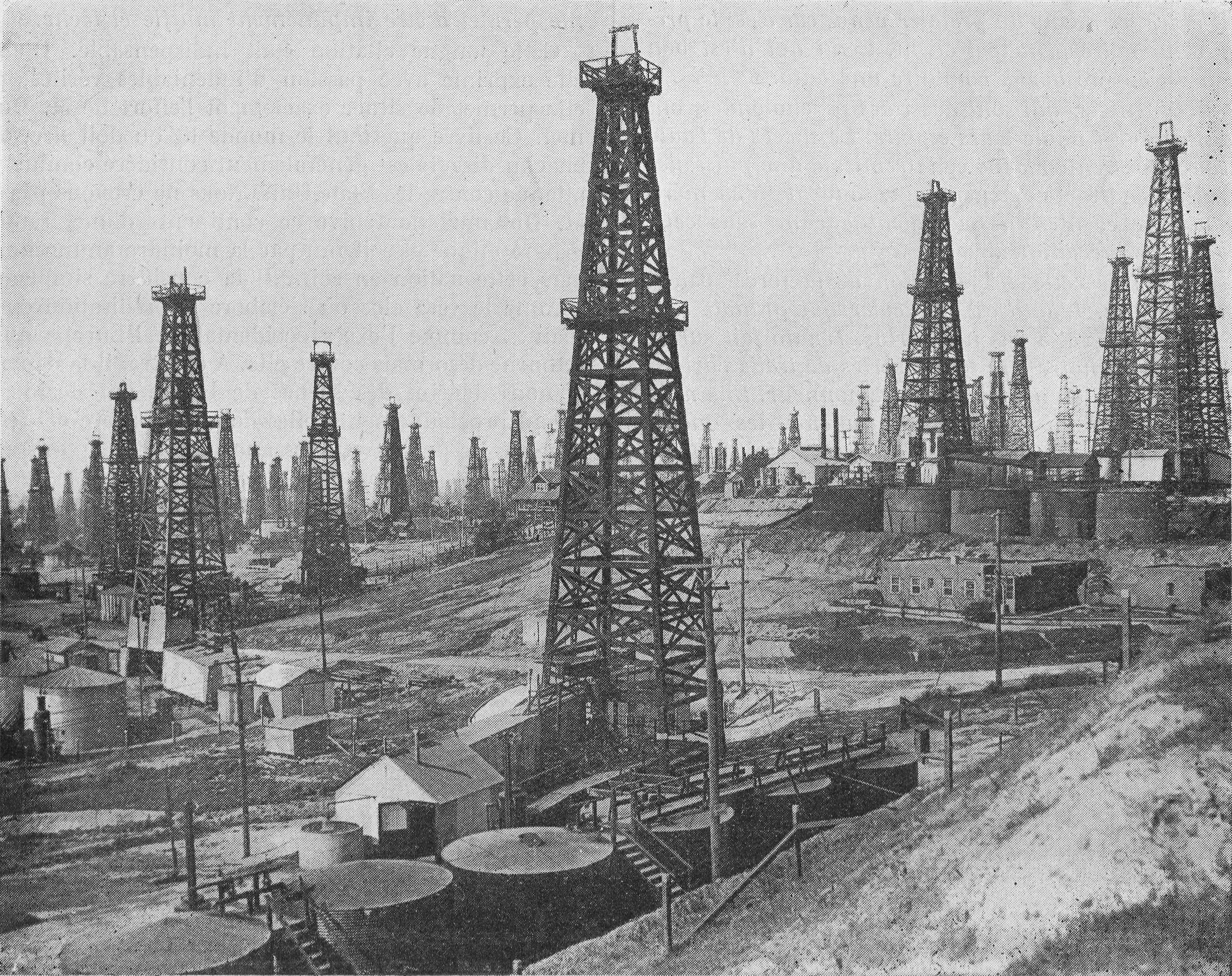
Un champ de derricks américain, en photographie dans Le Crapouillot en 1930, sert de modèle au cul-de-lampe de l'album.
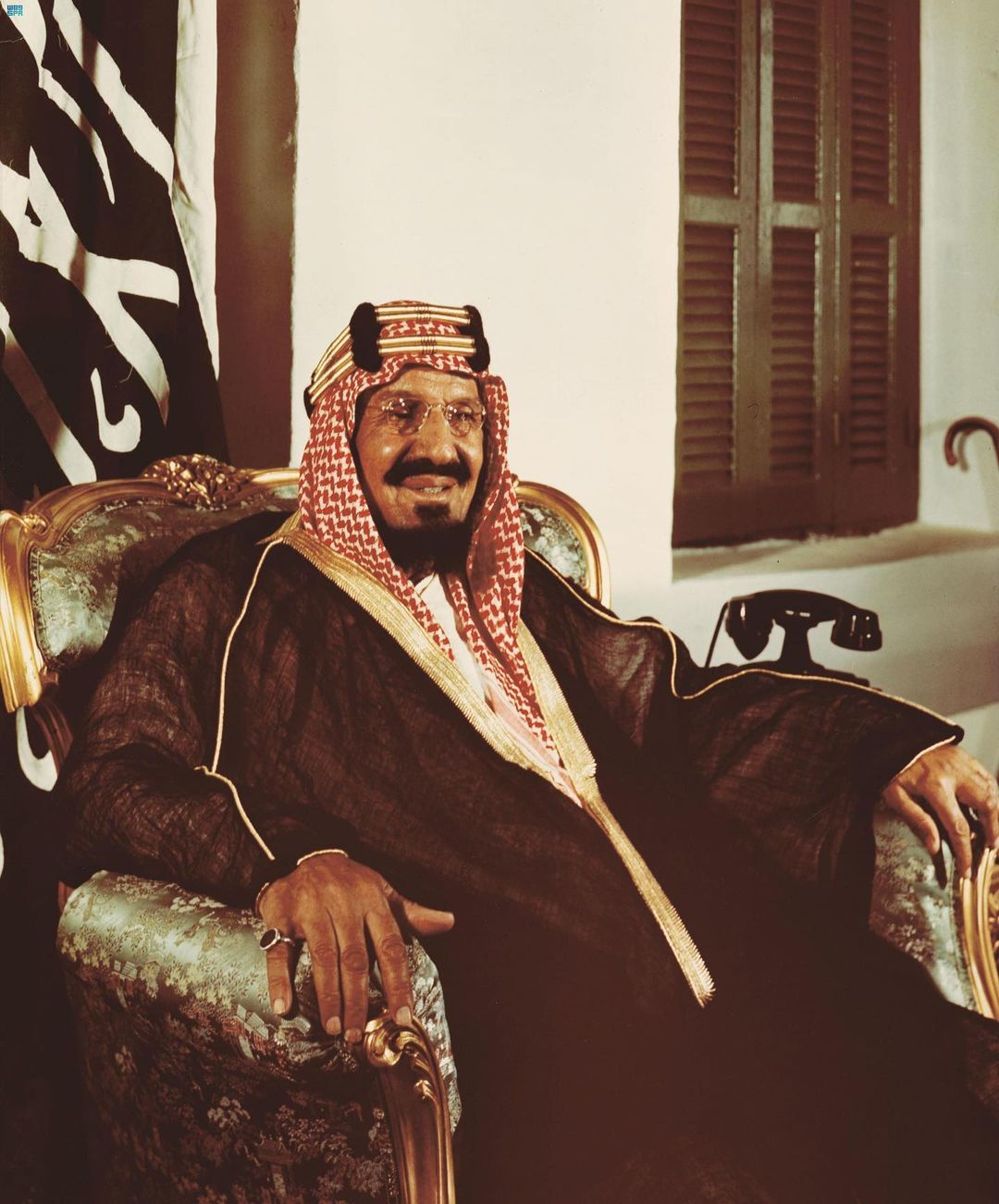
L'émir Ben Kalish Ezab rappelle Ibn Séoud, le roi d'Arabie saoudite, ici dans les années 1940.
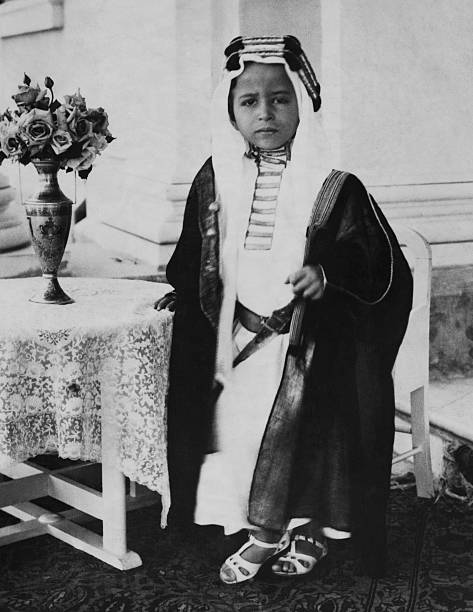
La photographie qui a inspiré Hergé pour Abdallah : le roi Fayçal II d'Irak, à l'âge de six ans.
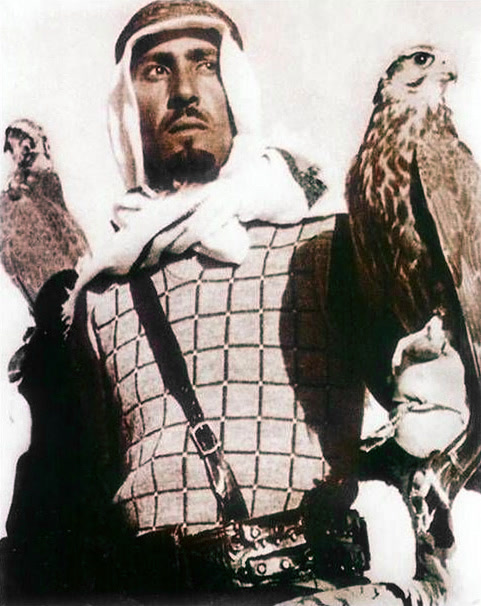
L'enfant turbulent doit son prénom au prince Abdallah, l'un des nombreux fils d'Ibn Séoud.

### Noms
Certains noms de lieux ou de personnages sont inspirés par le dialecte bruxellois, appelé marollien ou brusseleer, que connaît bien Hergé, et qu'il s'est déjà amusé à utiliser pour des patronymes et toponymes dans de précédents albums. Le nom de l'émir Ben Kalish Ezab est tiré « kalische zap », soit « jus de réglisse »,,,. Celui de son adversaire Bab El Ehr part du mot « babeleer », signifiant « bavard »,,. Wadesdah, la capitale khémédite dans la version de 1971, tire son nom de « wat is dat ? », soit « qu'est-ce que c'est que ça ? »,,. La ville portuaire de Khêmkhah vient de « ik heb het koud », voulant dire « j'ai froid »,. Le puits de Bir El Ambik est un jeu de mots sur « bier lambiek », signifiant « bière lambic ».
Le nom du conseiller militaire de l'émir, Youssouf Ben Moulfrid, est un jeu de mots sur les moules-frites,.

### Aspects culturels
Dans la première planche, les Dupondt reprennent la chanson que diffuse leur autoradio. Il s'agit d'un pastiche de Boum !, la chanson de Charles Trenet sortie en 1938, détournée dans une publicité fictive pour les dépanneurs Simoun.
Lorsque Oliveira da Figueira retient l'attention des gardes de la villa du « professeur Smith » en leur livrant une histoire interminable sur son prétendu neveu Alvaro, venu du Portugal, il raconte à un moment : « oh ! oh ! dit-il en portugais ». C'est une référence à la réplique « Ah ! dit Don Manoël en portugais », écrite par Alexandre Dumas dans son roman Le Collier de la reine (1848-1850).
Croyant découvrir un lac dans le désert, les Dupondt tentent de plonger dedans, avec des maillots de bain démodés. Le modèle qu'ils portent a surtout été en usage sur les plages belges et françaises en 1900. Depuis, la mode a changé, les maillots ayant beaucoup rétréci.
Plusieurs Arabes dans cet épisode portent à la ceinture un poignard. Cet objet peut être long, effilé et droit, comme celui du personnage pris par les deux policiers pour un mirage. D'autres Arabes en portent un à lame très recourbé dans un fourreau, appelé kandjar en Oman. Beaucoup de personnages de cette histoire sont coiffés d'un keffieh, coiffe typique des populations arabes. Il s'agit d'un tissu, maintenu par un agal (corde), simple ou double. Il est à damier noir et blanc en Palestine, rouge et blanc en Jordanie et blanc uni en Arabie. Dans les albums de Tintin, les keffiehs sont divers et Tintin en porte un lorsqu'il emprunte les vêtements d'un cavalier arabe.

### Aspects scientifiques et techniques
Le N.14 fait référence à l’azote (symbole N et nombre du nucléons 14) à la base de la fabrication des explosifs.
L'épidémie d'explosions de moteurs à explosion qui ouvre l'album peut faire écho à un très réel problème qui préoccupait les ingénieurs motoristes dans les années 1930 (en particulier pour les applications aéronautiques et militaires), celui de l'auto-allumage, de la détonation et du "cliquetis" (explosion spontanée du carburant dans les cylindres), phénomènes mal maîtrisés qui détruisaient rapidement les sièges et les guides des soupapes d'échappement, et pouvaient même provoquer l'apparition de points chauds susceptibles d'endommager les pistons. Ce phénomène apparaissait dès que les ingénieurs tentaient d'augmenter la puissance des moteurs par élévation du taux de compression. Ainsi, l'aéronautique militaire française fondait de grands espoirs sur un moteur d'avion (le Lorraine "Radium") supposé surpuissant, mais dont le coûteux développement fut finalement abandonné. Les américains avaient eux l'avantage de maîtriser la technologie des additifs (en particulier le plomb tétraéthyle, un composé chimique permettant de doper l'indice d'octane du carburant), ce qui assura à leur aviation un avantage non négligeable sur l'aviation japonaise lors de la Seconde Guerre mondiale.
Dans le désert, les Dupondt voient des mirages, ainsi que des Fata Morgana (par exemple, lorsqu'ils croient voir une ville). Ce phénomène optique très rare résulte d'une combinaison de mirages et se traduit par la vision d'une forme et non plus d'un reflet d'eau, provoquée par une superposition de couches alternées d'air chaud et d'air froid. Ce phénomène peut être photographié, puisque l’œil le voit. Le voir dans le désert est étonnant, étant donné qu'il est surtout visible sur la mer.
Les pipelines sont des ouvrages destinés à transporter des matières fluides sous pression, tels que le pétrole (dans ce cas, on peut parler d'oléoducs), acheminé des puits jusqu'aux terminaux pétroliers. Ces structures sont constituées de tuyaux qui peuvent être posés sur le sol, comme dans la version actuelle de l'épisode. Ou bien ils peuvent être légèrement enfouis, comme dans la version en noir et blanc. À l'intérieur des tubes, la pression est telle qu'à la suite d'une explosion, le liquide jaillit et s'enflamme en émettant une fumée épaisse. Ce genre d'attentat, comme celui perpétré par le docteur Müller et ses hommes, a eu lieu à de multiples reprises au cours des différentes guerres du Moyen-Orient.
Le corps humain étant composé à environ 65 % d'eau, il est assez peu résistant face à la déshydratation. Personne ne peut résister au manque d'eau plus de trois jours. Tintin, qui marche en plein soleil dans le désert (avec un pull à col roulé), a besoin d'au moins un litre d'eau par heure : son évanouissement est donc normal. Sa longue marche de plusieurs heures qui s'ensuit est en revanche étonnante, montrant la résistance hors du commun du personnage.

### Véhicules
L’avion qui apparaît planche 18 est inspiré du Spitfire. De même, plusieurs voitures réelles sont reproduites dans l'album. Les Dupondt conduisent une Citroën 5 Hp de 1922 au début de l’album et une Jeep Willys de 1943 dans le désert. Tintin emprunte ensuite la Lancia Aprilia de l'émir Ben Kalish Ezab, pour se lancer à la poursuite du docteur Müller, qui a enlevé Abdallah au volant d'une Buick Roadmaster. Hergé reproduit également une Bugatti Type 52, dite « Bugatti Baby », une voiture électrique de sport pour enfant : c'est avec ce modèle qu'Abdallah jouait dans les jardins du palais avant son enlèvement.

Véhicules dessinés dans Tintin au pays de l'or noir.
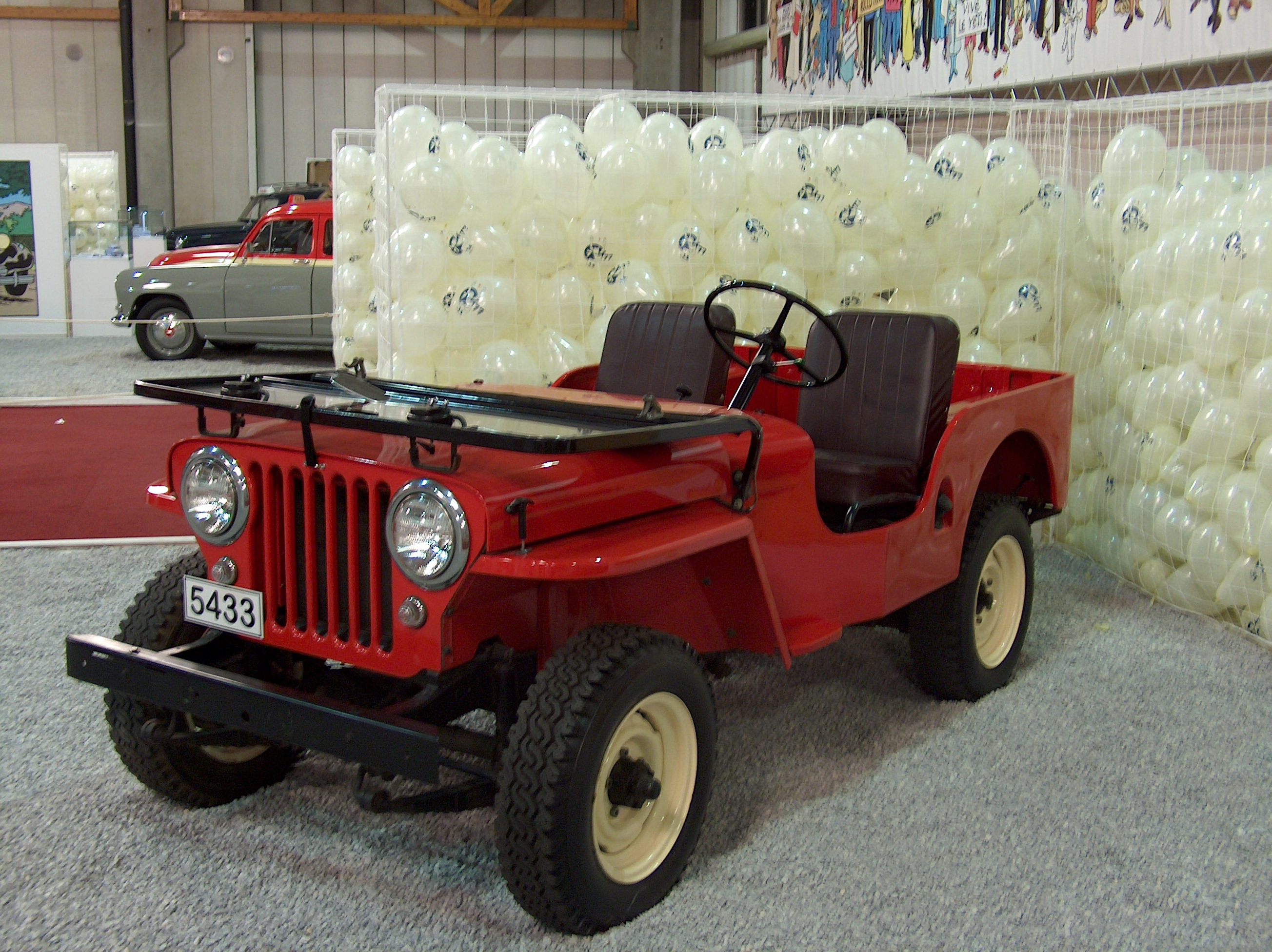
Jeep Willys MB rouge de 1943 conduite par les Dupondt.
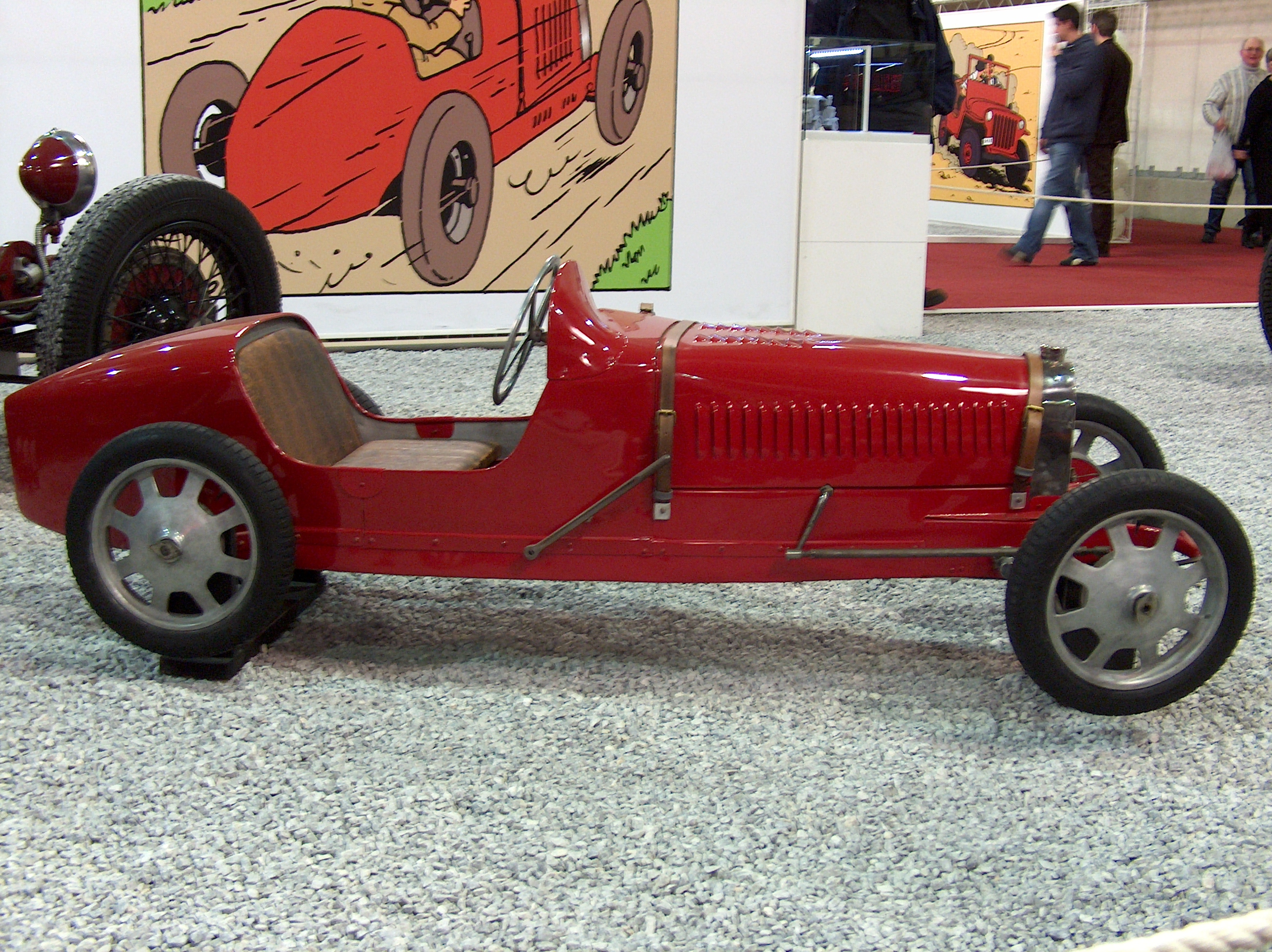
La Bugatti Baby du prince Abdallah.
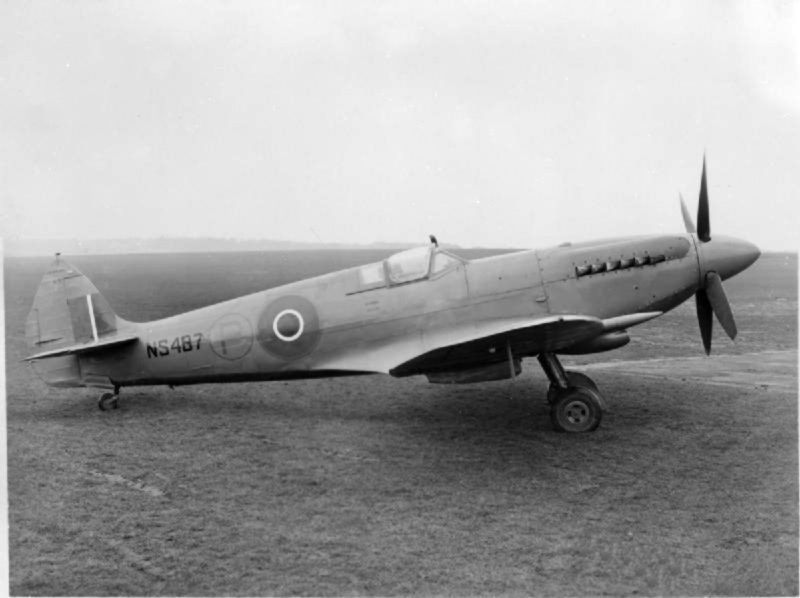
Spitfire similaire à un avion des forces aériennes du Khemed.
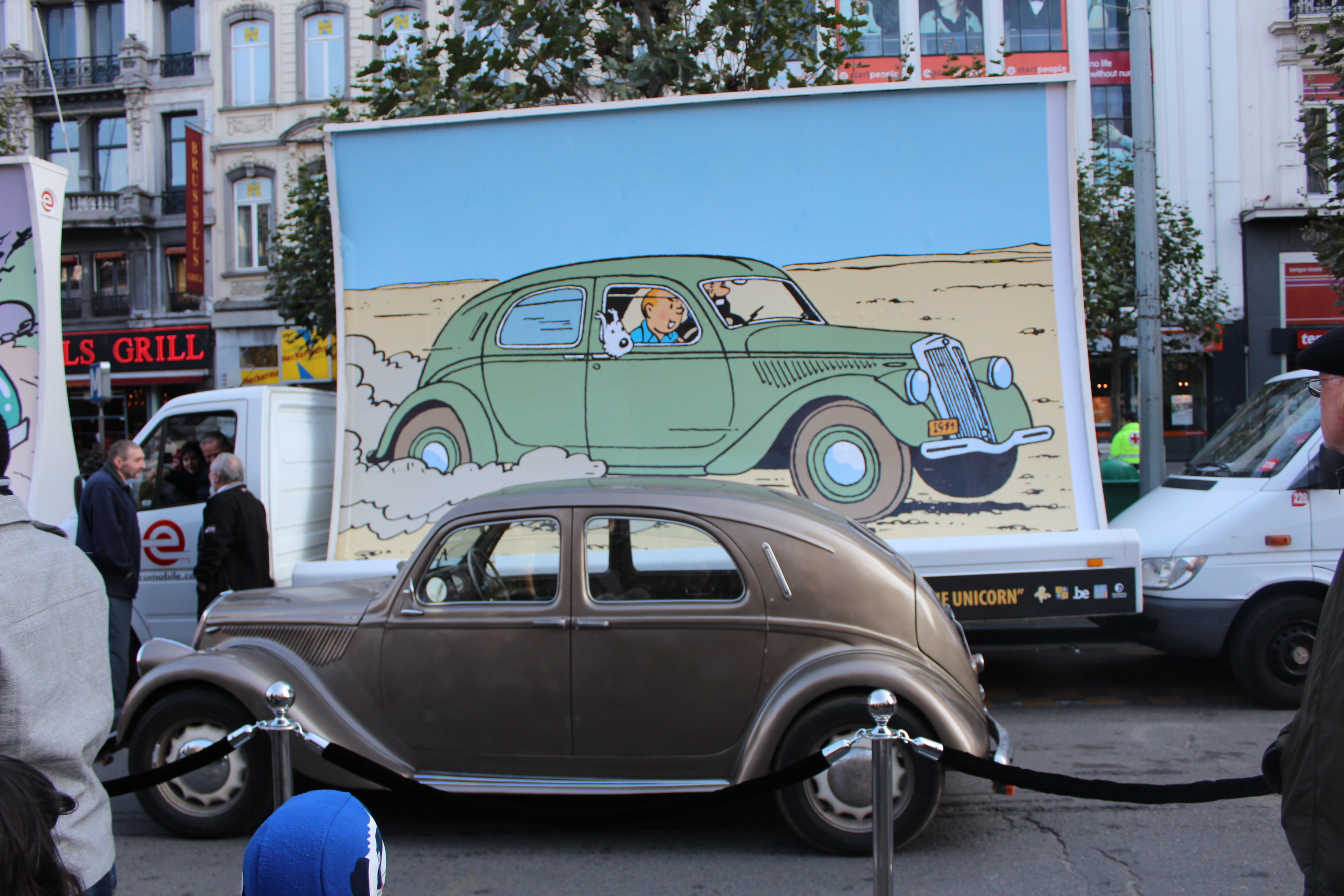
La Lancia Aprilia de l'émir.
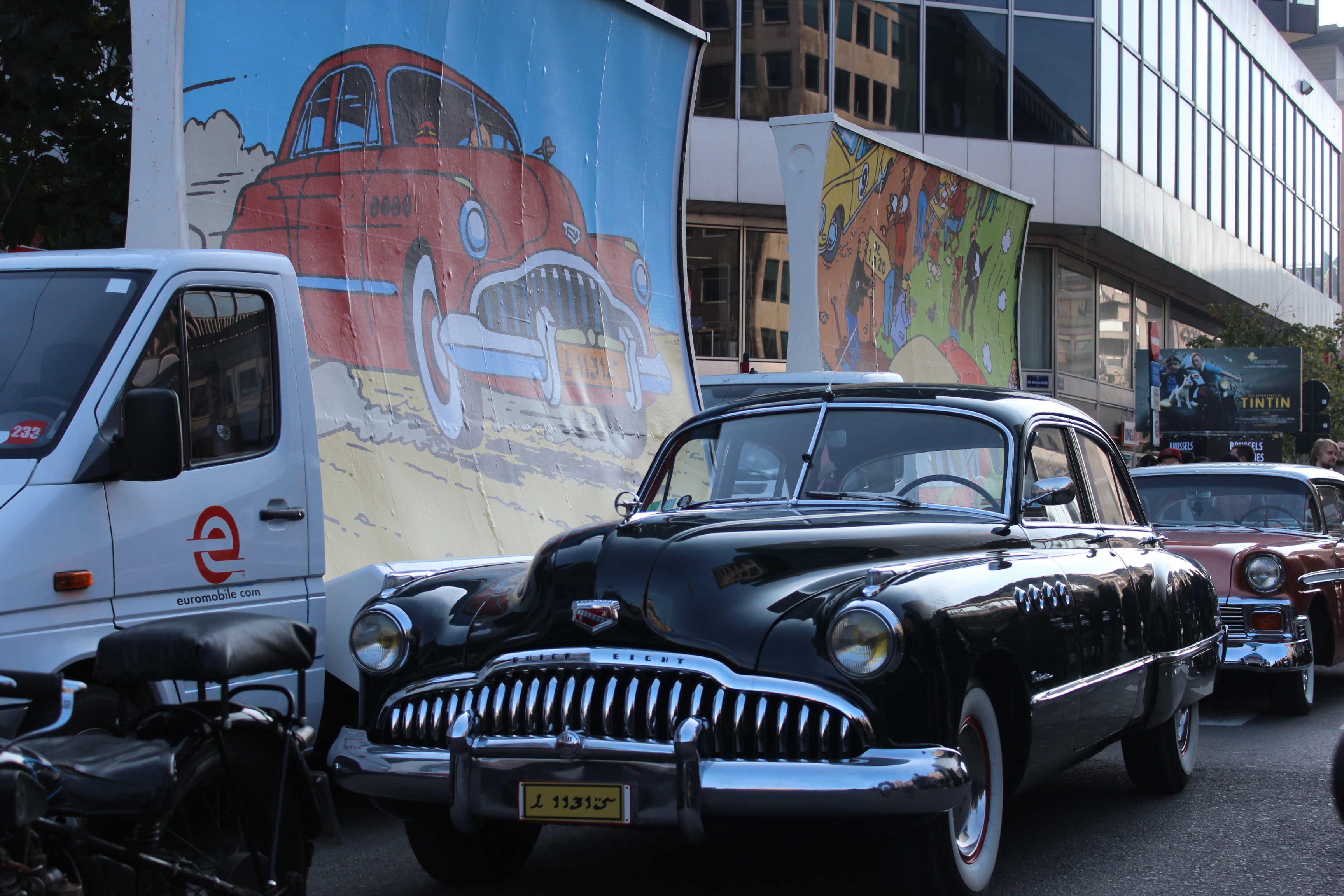
La Buick du docteur Müller.
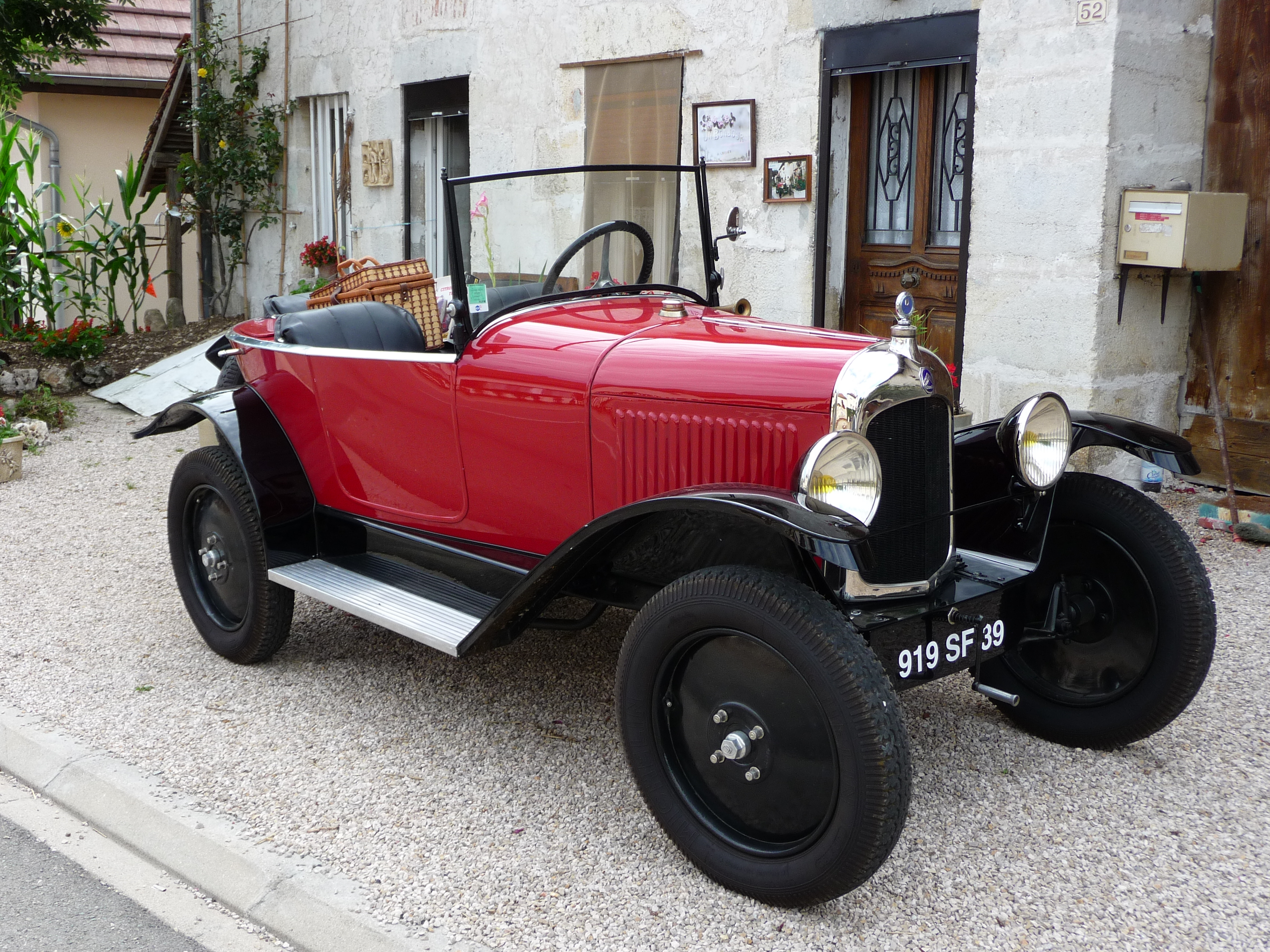
Citroën 5HP
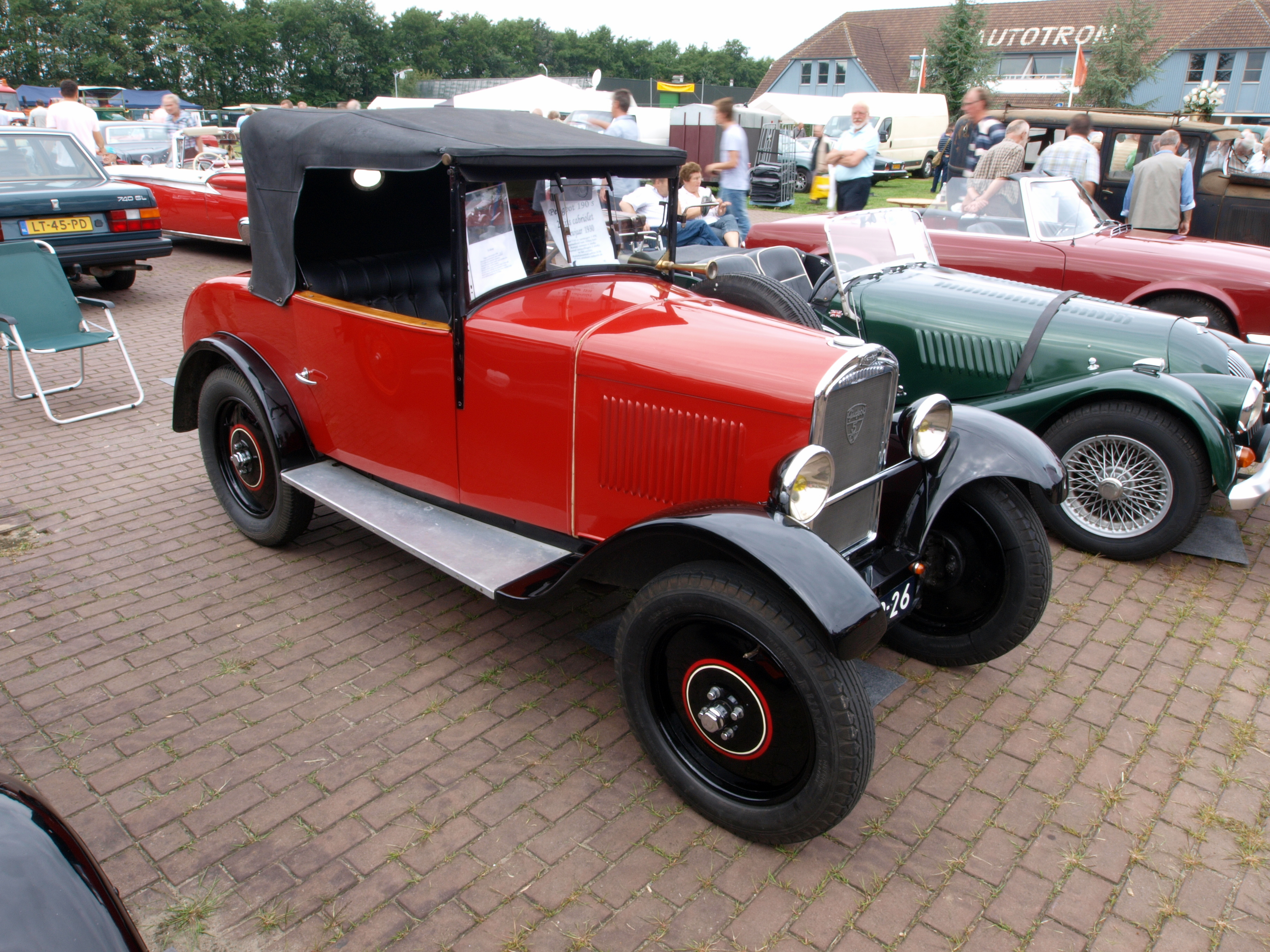
Peugeot 6HP 201

## Analyse

### Structure narrative
L'incipit de Tintin au pays de l'or noir se distingue du reste de la série car Tintin est absent des deux premières planches. Ce sont les Dupondt qui semblent tenir le rôle principal et vivent une aventure qui est complètement autonome en apparence. Pour autant, une fois secourus, les deux policiers s'empressent de se rendre chez Tintin pour lui raconter ce qu'ils viennent de vivre, et que le lecteur connaît déjà. C'est un moyen de réintégrer le héros dans la trame narrative et de lui redonner le premier rôle. D'autre part, la première planche contient une synecdoque, dans la mesure où un objet, en l'occurrence la pompe à essence, permet d'ouvrir sur l'univers de la route et de la conduite qui structure tout le début de l'album. De façon plus traditionnelle, la dernière case de cette première planche, qui montre l'explosion du moteur des Dupondt, fait naître une tension narrative qui entraîne la surprise du lecteur et suscite l'envie de découvrir la suite du récit.

### Style graphique
Avec l'ultime refonte, l'album mêle trois styles différents : le dessin d'avant-guerre des années 1930, le dessin plus précis des années 1950 à l'aube des Studios Hergé, et le dessin fouillé, riche et maîtrisé des années 1970, où les collaborateurs des Studios effectuent des décors et costumes très détaillés.
L'album comporte une case particulière dans l'œuvre d'Hergé : lorsque Tintin marche dans les rues de Wadesdah, une femme voilée en premier plan occupe le tiers de la case,,. Cette « figurante » attire l'œil du lecteur avant même le héros. Sa beauté n'est visible qu'à travers ses seuls yeux bleus, et le fuseau rouge qu'elle tient contraste avec son voile noir, tout en accentuant son regard,. Cette représentation féminine élégante détonne avec les personnages caricaturaux et négatifs de mégères, concierges, ou matrones dessinés ailleurs par Hergé, dans un univers où les femmes demeurent de toute façon rares.
Afin de donner le plus de réalisme possible à ses images, le dessinateur s'inspirait de photographies. Sauf qu'un cheval au galop ne touchant pas le sol était plus aisé à reproduire à partir de tableaux anciens.

### Les transformations de l'album
Benoît Peeters voit dans la refonte de 1971 une « perte d'identité », car elle efface toutes les références trop précises à l'Histoire, alors qu'Hergé lui-même reconnaissait en 1952 que la proximité avec l'actualité était l'une des raisons de son succès. Selon Peeters, à l'époque des Studios Hergé marquée par la révision de plusieurs albums, « le rêve hergéen est désormais de rendre compte de son époque sans subir les effets de datation trop marqués, de porter témoignage de son temps tout en œuvrant pour l'éternité ».

### Le Moyen-Orient dans l'œuvre d'Hergé
Dans Tintin au pays de l'or noir comme dans les autres albums qui ont pour cadre le Moyen-Orient, cette région apparaît comme une zone politiquement instable, marquée par les coups d'État et les assassinats, où la faiblesse du pouvoir cède la place aux trafics en tous genres. En cela, la vision d'Hergé s'inscrit pleinement dans celle répandue en Europe depuis le début du XXe siècle pour désigner les territoires situés entre l’Empire ottoman et l’Inde sur lesquels d’importantes réserves sont émises au sujet de leur stabilité politique, faute d’un pouvoir suffisamment fort ou d’une influence étrangère clairement établie. Selon cette vision européenne, l'Histoire n'est faite que par les Occidentaux, ce qui est visible à travers le fait que les armes, les véhicules automobiles et aériens, les intérêts économiques (notamment dans les compagnies pétrolières) relèvent de l'Occident. En plaçant « l'action dans le Moyen-Orient arabe des pipelines, des intrigantes entreprises pétrolières étrangères et des émirs récemment enrichis », l'album reflète comment, dans l'après-guerre, l'Europe s'imagine ces contrées, entièrement modelées par le pétrole : « L'essor rapide de la production après 1945 fait du pétrole arabe le sujet d'analyses scientifiques et de clichés en nombre croissant, comme ceux qui s'imposent à Tintin et dont la presse arabophone a parfaitement conscience. Dans bien des imaginaires européens, l'or noir est associé aux Arabes, à la forme particulière de leurs États et à la modernisation inégale et parfois insolente de leurs économies et de leurs modes de vie. À rebours, l'exploitation du pétrole imprime sa marque de façon radicale sur la culture matérielle et immatérielle, l'environnement et la vie politique des sociétés arabes ».
Le pouvoir, si fragile, peut changer de main à tout instant, et tel le sceptre du roi de Syldavie dans Le Sceptre d'Ottokar, c'est ici le pétrole qui incarne la puissance du souverain et témoigne de sa légitimité, comme le note Pierre Skilling : « Si Ben Kalish Ezab perd le contrôle du pétrole, c’en est fini de sa position à la tête du pays. Le sceptre de l’Émir, c’est le pétrole ». Selon Mathieu Bouchard, qui étudie les représentations du Moyen-Orient dans les Aventures de Tintin, le caractère liquide et insaissible du pétrole est un symbole fort, qui montre que dans ces territoires, « Le pouvoir [...] est une quête permanente, qu’on ne peut atteindre. Il s’échappe quand on le détient ou quand on s’en approche ».
Dans Tintin au pays de l'or noir comme dans les autres albums, les Arabes ne sont que de simples figurants et les sujets agissants sont tous des Occidentaux, comme le docteur Müller, aux mains d'un trafic de grande envergure, ou le senhor Oliveira da Figueira. L'émir Ben Kalish Ezab est « inapte à l'action », et surtout incapable d'asseoir son autorité sur son fils, Abdallah. Ce dernier, aussi capricieux qu'insupportable, présage d'un avenir peu radieux pour le pays,. Par ailleurs, si les soldats de l'émir sont présentés comme de fiers guerriers, leurs méthodes sont encore archaïques : c'est à cheval que l'émir lance la poursuite contre la voiture de Müller qui vient d'enlever Abdallah. De même, la plupart des Arabes sont présentés comme des analphabètes, comme s'en amuse leur propre cheik, Bab El Ehr.

### Une pédagogie de l'égarement
Dans cette aventure, les Dupondt se perdent dans le désert, à la poursuite de leurs propres traces. Ils y retrouvent Tintin, lui aussi égaré dans cette immensité, au milieu des mirages et des tempêtes de sable. Exténués et sans savoir où aller, ils s'endorment au volant de leur voiture, mais finissent sans le vouloir par rejoindre la ville de l'émir. Professeur émérite de littérature, Pierre Masson développe l'idée que c'est en se perdant que les héros se retrouvent, dans ce qu'il appelle une « pédagogie de l'égarement » et qu'il définit ainsi : « 1. une errance initiale dans un monde sans espoir ni valeur, conçu comme une sorte de labyrinthe absurde 2. un redressement illusoire, qui fait croire au héros qu’il a trouvé son fil d’Ariane, souvent par la conquête d’une respectabilité, d’une situation rassurante au sein de ce monde médiocre 3. un égarement salutaire, qui correspond surtout à un changement d’état d’esprit du héros ; acceptant d’être perdu, il se trouve. »
Mathieu Bouchard constate que cet égarement du héros est récurrent dans les aventures de la série qui ont pour cadre le Moyen-Orient, de par la thématique du désert. Ainsi, cette région « facilite grandement l’égarement salutaire du héros en même temps qu’[elle] le consacre ».

### L'humour
L'humour est omniprésent dans l'album et repose en particulier sur le personnage d'Adballah. Adulé par son père, l'émir Ben Kalish Ezab, il incarne « l'éternelle figure de l'enfant insupportable » et représente à lui seul « un magasin de farces et attrapes ». L'effet comique résulte souvent de la contradiction qu'il suscite. À titre d'exemple, quand l'émir vient d'apprendre son enlèvement, il marque un temps d'arrêt en saisissant une cigarette, craignant qu'elle dissimule une farce de son fils. Après avoir vérifié qu'il ne courait aucun risque, il se confond en excuses pour avoir douté de son « cher petit chérubin », et c'est alors qu'une araignée à ressort jaillit de la boîte d'allumettes qu'il vient d'ouvrir.
Les policiers Dupond et Dupont multiplient les situations comiques, d'autant plus qu'il s'agit de l'album où ils interviennent le plus souvent, avec 156 énoncés recensés. Hergé utilise l'un des procédés du comique de répétition attachés à leur personnalité à travers le déguisement. Chargés de s'embarquer sur le Speedol Star, ils se présentent à l'embarquement affublés de pompons et d'équipements inutiles comme une bouée ou une épuisette, tels des « marins du dimanche ». Comme à l'accoutumée, plutôt que de se mêler incognito au reste de l'équipage, cet accoutrement les fait aussitôt repérer. D'autre part, leur manque de maîtrise des codes hiérarchiques de la marine leur vaut d'être sévèrement tancés par le capitaine du navire, qu'ils appellent « mon brave ».

## Adaptation
Entre 1959 et 1963, la radiodiffusion-télévision française présente un feuilleton radiophonique des Aventures de Tintin de près de 500 épisodes, produit par Nicole Strauss et Jacques Langeais et proposé à l'écoute sur la station France II-Régional. La diffusion de Tintin au pays de l'or noir s'étale sur 28 épisodes d'une dizaine de minutes et débute le 24 janvier 1963 pour prendre fin le 28 mars suivant. Réalisée par Bernard Latour, sur une musique d'André Popp, cette adaptation fait notamment intervenir Maurice Sarfati dans le rôle de Tintin et Jacques Hilling dans celui du capitaine Haddock.
Par ailleurs, Tintin au pays de l'or noir est adapté à la télévision dans la série animée de 1991, basée sur les Aventures de Tintin et produite en collaboration entre le studio français Ellipse et la société d'animation canadienne Nelvana, tous deux spécialisés dans les programmes pour la jeunesse. L'histoire est contée en deux épisodes de 20 minutes, les vingt-deuxième et vingt-troisième de la série qui en compte trente-neuf. Cette adaptation, réalisée par Stéphane Bernasconi, est reconnue pour être « généralement fidèle » aux bandes dessinées originales, dans la mesure où l'animation s'appuie directement sur les cases originales d'Hergé. Dans cette adaptation, on ne voit pas les Dupondt mener leur enquête sur la société Simoun qu'ils soupçonnent de trafiquer l'essence. Tintin découvre la présence des deux policiers à bord du Speedol Star dès le départ du pétrolier (dans l'album, ils ne découvrent leur présence respective que lorsqu'ils sont arrêtés en arrivant au Khemed). Dans l'album, pendant le voyage vers le Khemed, les Dupondt se voient remettre de la drogue dans les « documents secrets », dans l'animé, ce sont des diamants. Enfin, dans la série, le docteur Müller est désigné et connu sous sa véritable identité, et non sous le pseudonyme de « professeur Smith ». Dans l'album, l'émir tente d'interdire sans succès Tintin et Haddock d'utiliser sa voiture pour poursuivre Müller pour délivrer Abdallah, car il a peur qu'elle soit détruite, dans la série il accepte. Dans le dessin animé, Abdallah ne reçoit pas de fessées par Tintin et Haddock et ne pleure pas non plus à l'inverse de l'album. Dans l'album, l'émir hésite à gracier les Dupondt (ces derniers ont détruit une mosquée alors qu'ils dormaient dans leur jeep, avec Tintin dedans) tandis que dans la série, il les gracie sur le champ, à la demande de Tintin.

## Postérité
Greg fait un clin d’œil à l'explication sans cesse interrompue d'Haddock dans son album d’Achille Talon L’appeau d’Éphèse.
Le titre de l'album est repris en 2021 pour l'ouvrage Aux pays de l'or noir, sur les rapports entre les Arabes et le pétrole au Moyen-Orient, de l'historien Philippe Pétriat.
Tintin au pays de l'or noir a fait l'objet d'une parodie littéraire en mars 2014, Saint-Tin aux pis de l'Auroch noir, écrit par Gordon Zola dans sa série Les Aventures de Saint-Tin et son ami Lou. Si l'auteur se nourrit de l'univers d'Hergé, le scénario de ses aventures s'en différencie complètement.
Une jeep rouge similaire à celle conduite par les Dupondt dans l'album se trouve dans le film Les Aventures de Tintin : Le Secret de La Licorne de Steven Spielberg.